# Edelkastanie

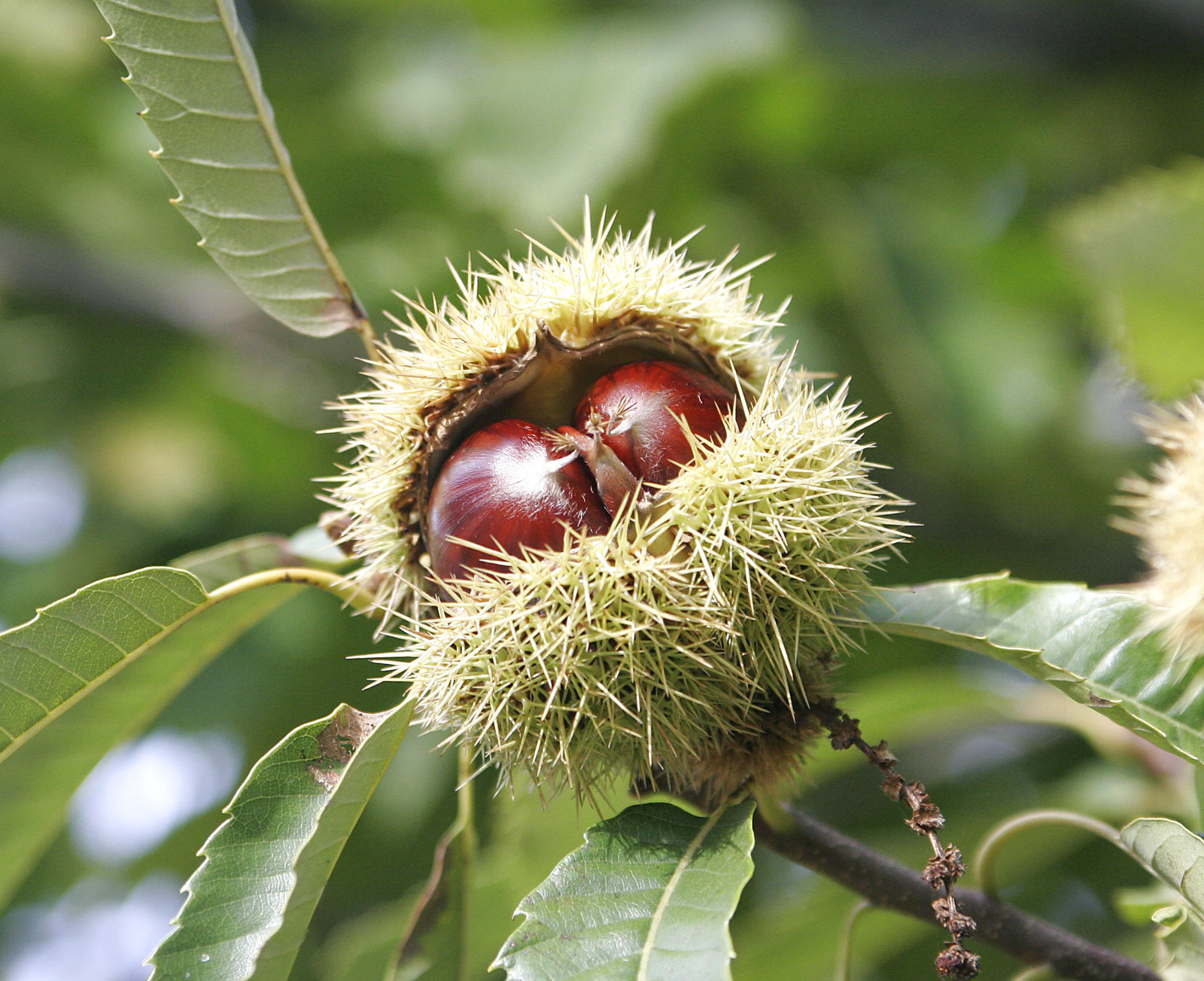
Kastanien

Verbreitungsgebiet
- ✖ Ursprüngliches Verbreitungsgebiet
- ✖ Angebaut und isoliert vorkommend

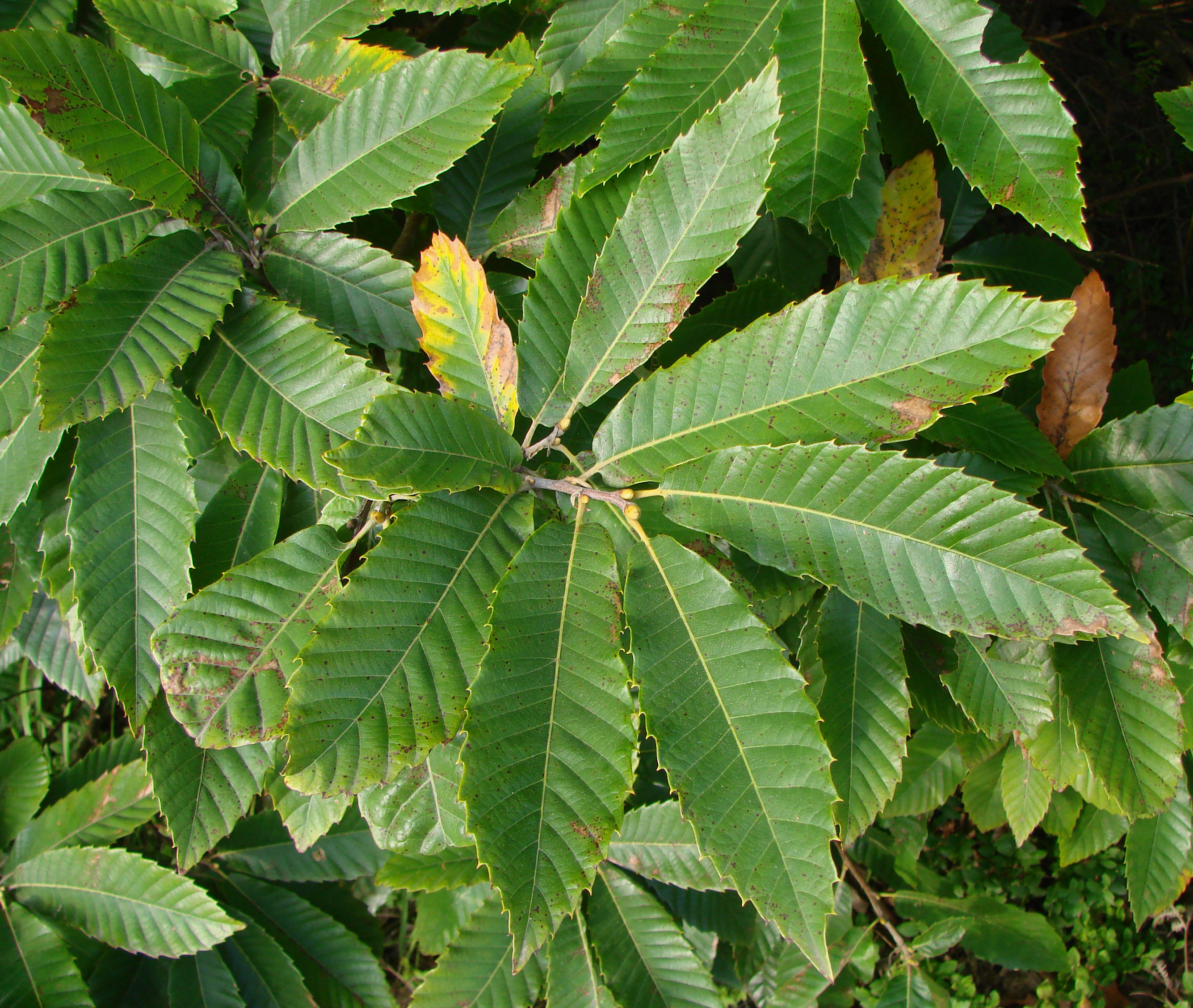
Blätter

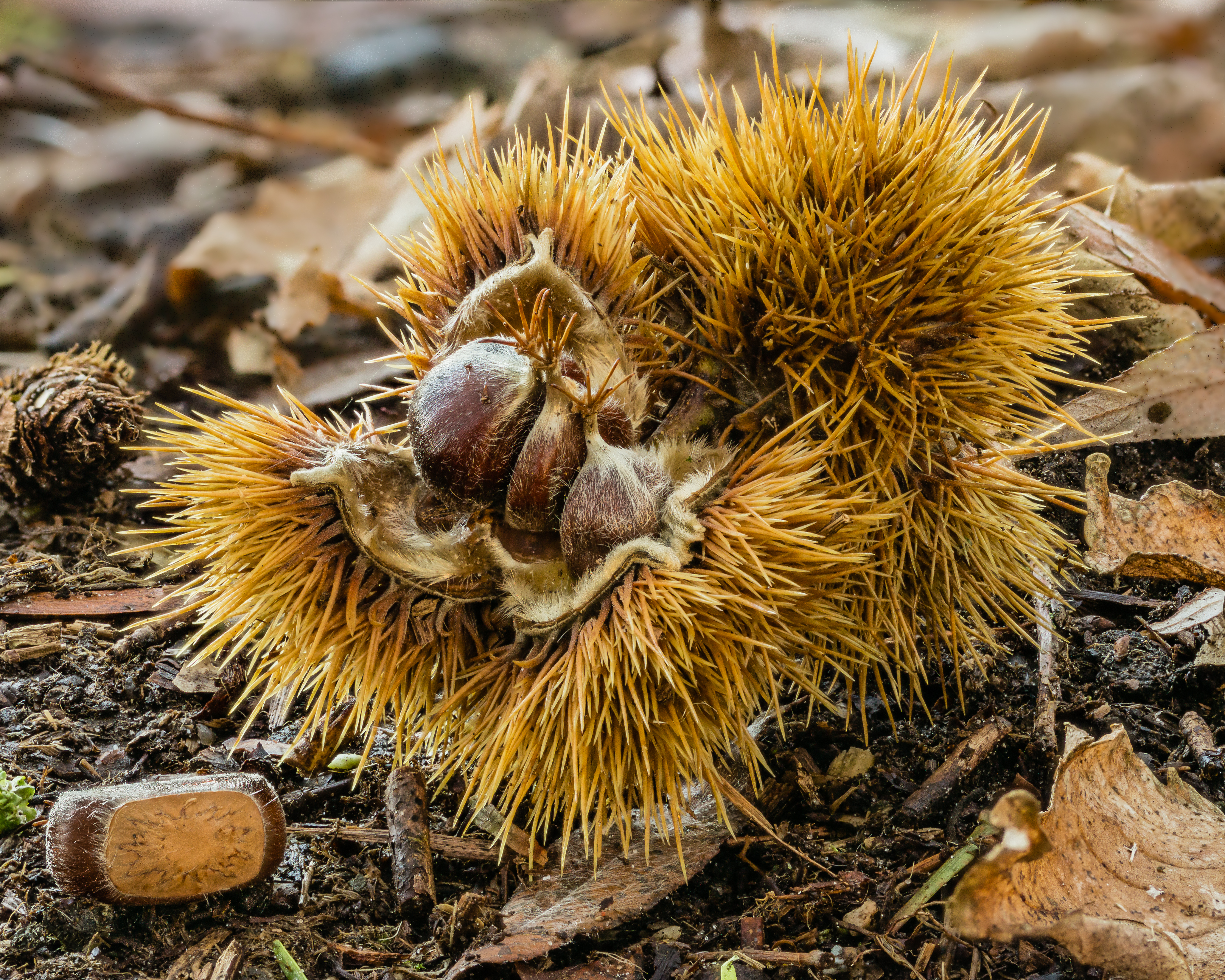
Auf dem Boden liegende Kastanien

Die Edelkastanie (Castanea sativa), auch Esskastanie und Echte Kastanie (abgeleitet von lateinisch castanea) genannt, ist der einzige europäische Vertreter der Gattung Kastanien (Castanea) aus der Familie der Buchengewächse (Fagaceae). Die Edelkastanie ist ein sommergrüner Baum und bildet stärkereiche Nussfrüchte. In Süd- und Westeuropa wird sie wegen dieser essbaren Früchte und als Holzlieferant angebaut. Im 20. Jahrhundert gingen die Bestände durch den Befall mit dem Kastanienrindenkrebs stark zurück, erholten sich jedoch Ende des 20. Jahrhunderts wieder. Die Esskastanie wurde zum Baum des Jahres 2018 gewählt. Weil sie sehr anpassungsfähig ist und gut mit Wärme und trockenen Böden zurechtkommt, gilt sie mit Blick auf den Klimawandel seit einiger Zeit als Baum der Zukunft.
Die Früchte werden zum einen mit dem Überbegriff Kastanien bezeichnet, mit dialektalen Varianten wie Keschde in der Pfalz und Keschtn in Südtirol. In weiten Teilen Österreichs ist sie im Dialekt unter dem Begriff Kestn bekannt. Zum anderen sind sie als Maronen bekannt, mit den Varianten Maroni in Österreich und Marroni in der Schweiz. Vom Mittelalter bis gegen Ende des 19. Jahrhunderts war die Edelkastanie in den Bergregionen Südeuropas das Hauptnahrungsmittel der Landbevölkerung, da sie anspruchsloser als z. B. Weizen ist. Die in Europa weit verbreitet gepflanzten Rosskastanien sind trotz vieler Ähnlichkeiten weder mit der Edelkastanie verwandt noch sind die Früchte der Rosskastanie zum menschlichen Verzehr geeignet.

## Merkmale

### Habitus und Alter
Selten wachsen Edelkastanien strauchförmig. Sie werden durchschnittlich 15 bis über 25 Meter, selten bis über 35 Meter hoch. Der Stammumfang liegt meist bei 1 bis 5 Metern, kann bei sehr alten Bäumen aber durchaus über 10 Meter erreichen. Der Stamm ist meistens gerade und kräftig, die Verzweigung beginnt oft in geringer Höhe, wobei wenige starke Äste gebildet werden. Die Krone ist weit ausladend und hat eine rundliche Form. Über 100 Jahre alte Bäume werden oft hohl.
Edelkastanien erreichen in der Regel ein Alter von 500 bis 600 Jahren. In Mitteleuropa werden sie kaum über 200 Jahre alt, in Westeuropa können sie bis 1000 Jahre alt werden. Der größte bekannte Baum ist der sehr dicke Castagno dei Cento Cavalli (Kastanienbaum der hundert Pferde) bei Sant’ Alfio auf Sizilien, der auf ein Alter von mindestens 2000 Jahren geschätzt wird. Sein Stammumfang wird mit rund 50 Metern angegeben. Er macht damit beinahe dem stärksten Baum der Welt, der Sumpfzypresse Árbol del Tule (Taxodium mucronatum) in Mexiko Konkurrenz, dessen Umfang zwischen 46 und 58 Metern liegen soll.

### Wurzeln
Das Wurzelsystem der Edelkastanien ist sehr kräftig ausgeprägt. Sie bilden eine Pfahlwurzel, die allerdings nicht sehr tief in den Boden eindringt. Es gibt relativ wenige Seitenwurzeln, die aber intensiv verzweigt sind und den Boden vertikal und horizontal gut erschließen. Sämlinge bilden in ihrem ersten Jahr eine bis 40 Zentimeter lange Pfahlwurzel, der im zweiten und dritten Jahr die Seitenwurzeln folgen.

### Holz und Borke
Die jungen Zweige sind hell-rotbraun gefärbt. Sie tragen etliche runde bis elliptische, weißliche Lentizellen. Die Rinde junger Triebe ist von einem Reifbelag bedeckt, der später meist verschwindet. Die Blattnarben zeichnen sich auf den Zweigen als leicht erhabene Dreiecke mit drei Gruppen von Leitbündelspuren ab. Im Zentrum der Zweige befindet sich ein Mark, das im Querschnitt fünfeckig, seltener dreieckig ist.
Junge Äste haben eine glatte, rötlichbraune Rinde mit länglichen, quer verlaufenden Lentizellen. Bei jungen Stämmen ist sie noch glatt, jedoch silbrig-grau. Im Alter wird sie graubraun und reißt auf. Es bildet sich eine dicke Borke mit breiten Streifen, die meist spiralig um den drehwüchsigen Stamm laufen. Fast immer ist es eine linksdrehende Spirale. Die Borke ist mit einem Tanningehalt von 4 bis 12 % des Trockengewichts sehr reich an Gerbstoffen.
Das Holz der Edelkastanie ist ringporig und mittelschwer. Es hat eine Rohdichte (bei 15 % Feuchte) von 0,63 Gramm je Kubikzentimeter. Das Splintholz ist schmal und weißlich gelb. Es ist deutlich vom braunen Kernholz abgegrenzt. Die Jahresringe sind deutlich zu erkennen. Holzstrahlen sind zahlreich vertreten, gleichmäßig aufgebaut, ein- oder zweireihig und werden 15 bis 30 Zellreihen hoch. Das Holz weist einen hohen Tanningehalt von bis zu 13 % des Trockengewichts auf. Der hohe Tanningehalt bewirkt eine hohe Beständigkeit gegen Fäulnis, darum werden Pfosten aus diesem Holz im Weinbau eingesetzt, sie sind außerdem leichter als entsprechende Pfosten aus Eichenholz. 

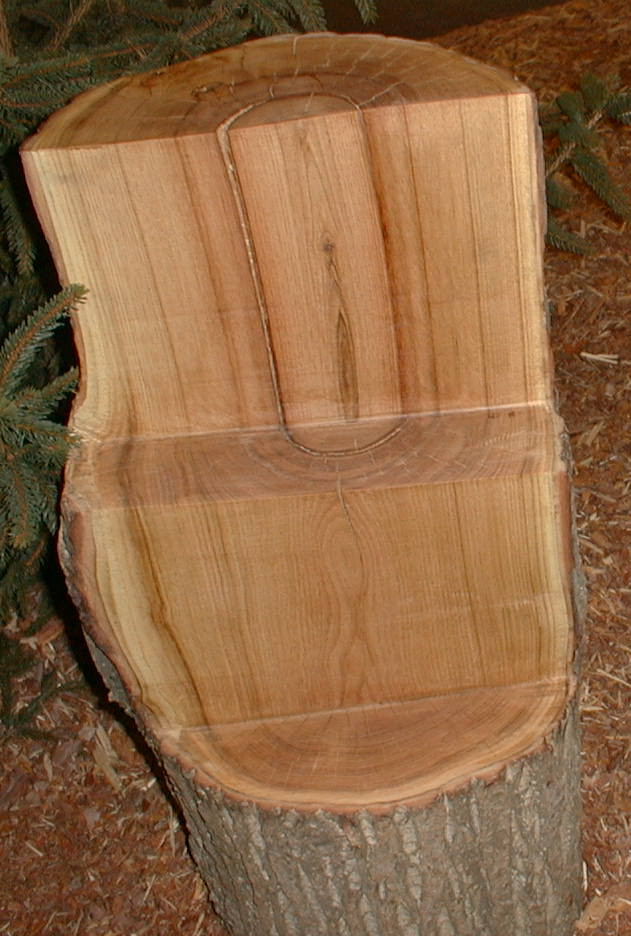
Aufgeschnittener Stamm eines Kastanienbaumes
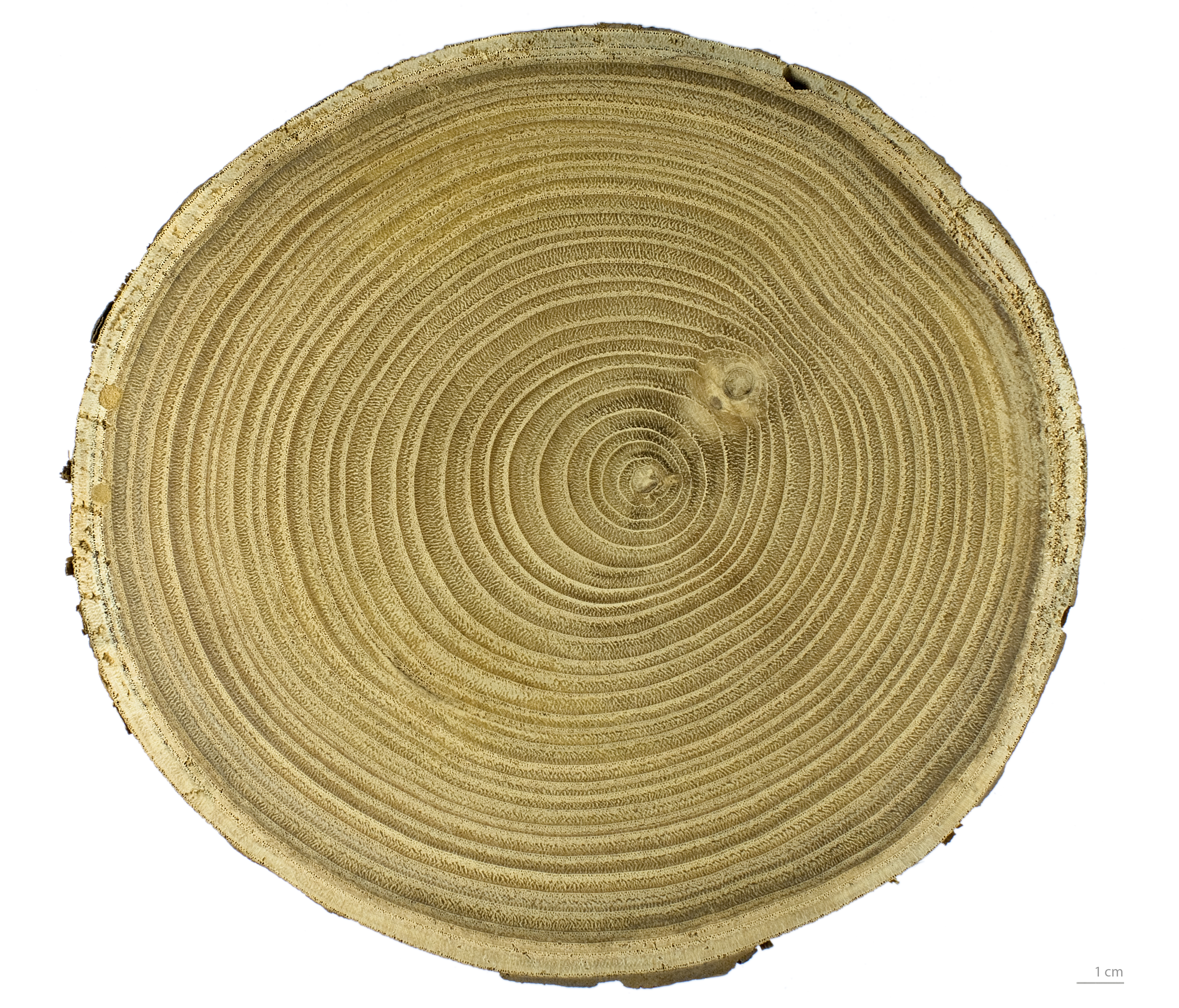
Querschnitt durch einen Stamm

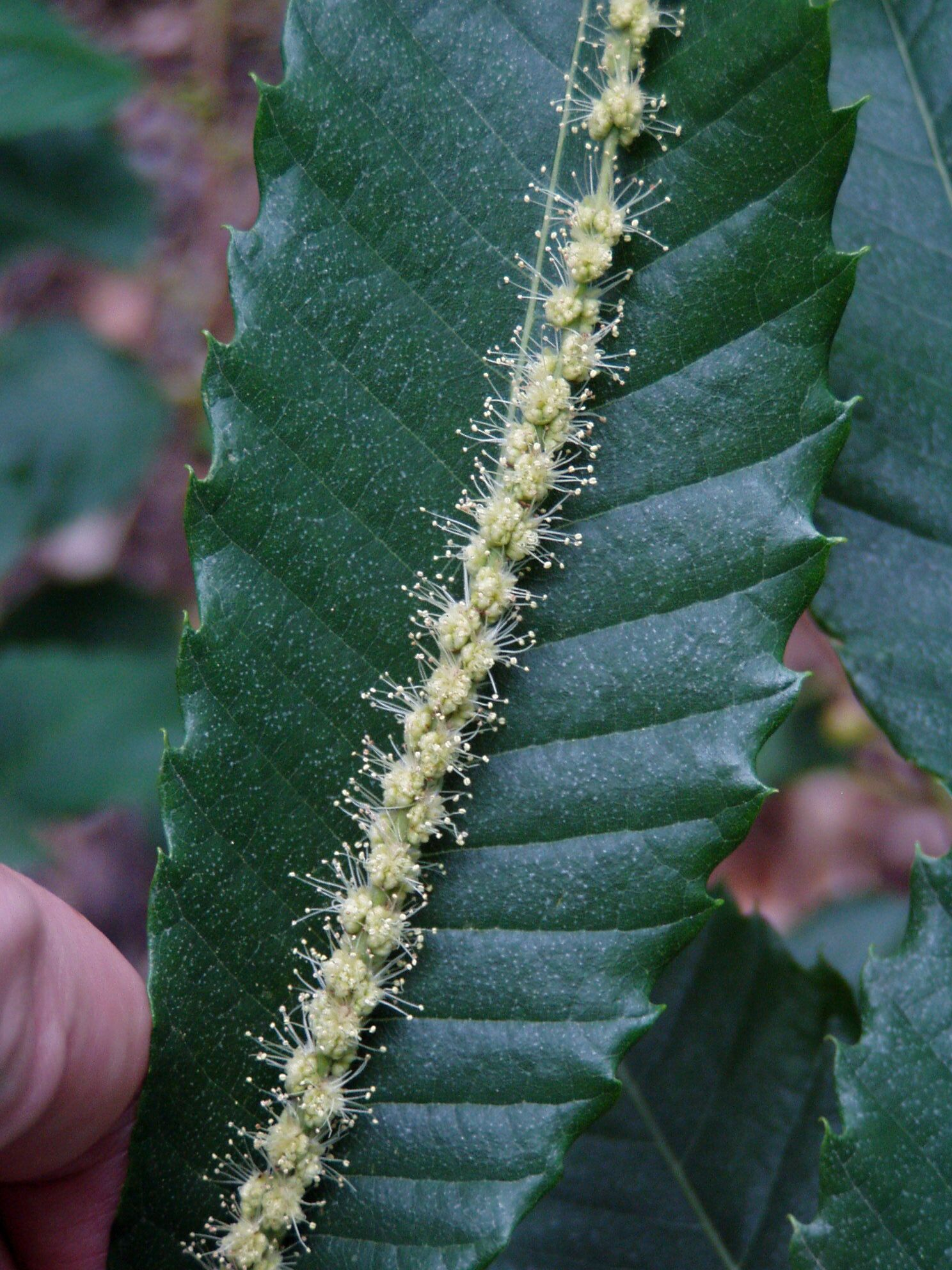
Männlicher Blütenstand in Anthese auf einem Blatt liegend

### Knospen und Blätter

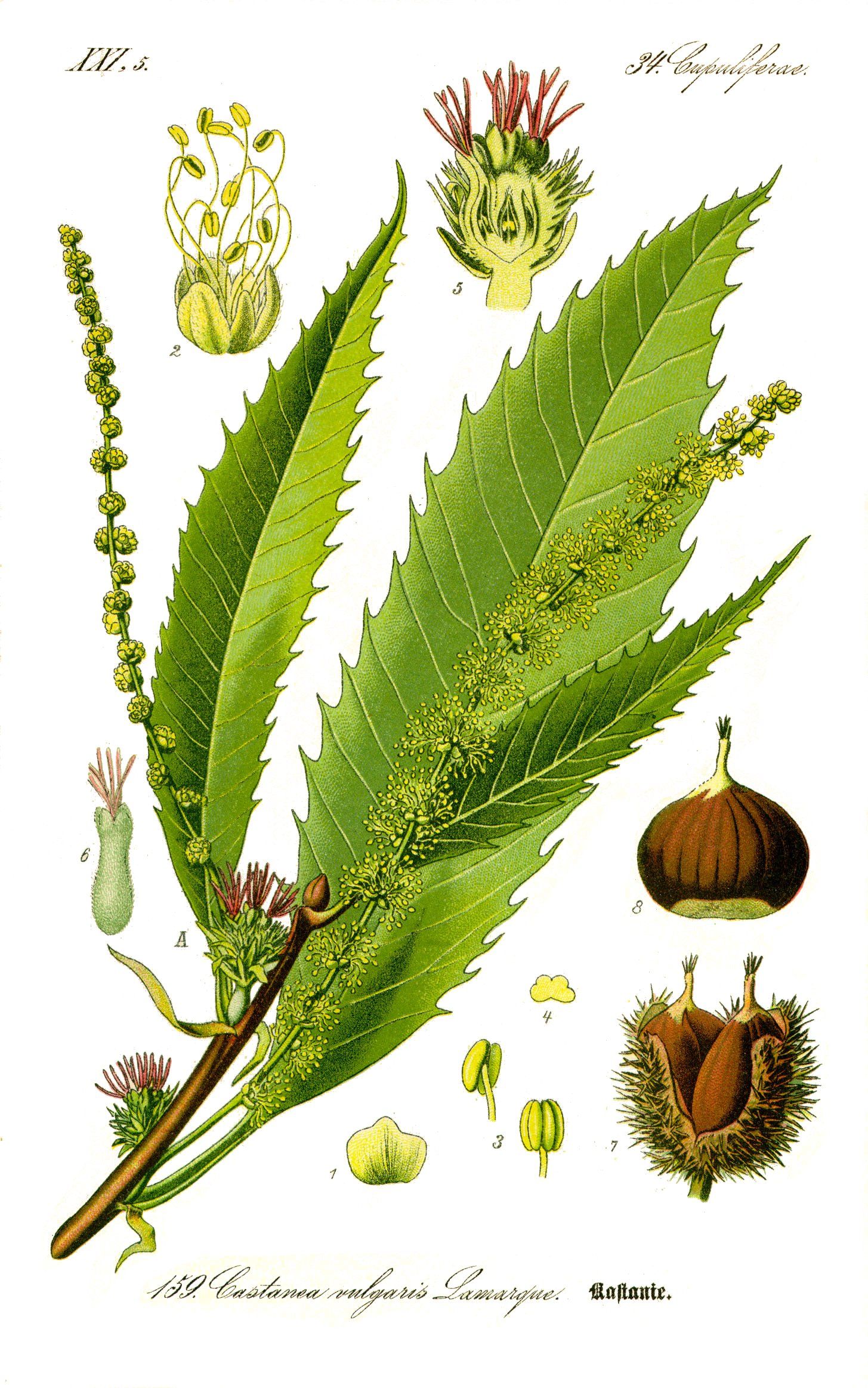
Illustration von Castanea sativa

Die Winterknospen sind 8 bis 10 Millimeter lang, leicht gestaucht und rötlich. Sie haben zwei bis drei Knospenschuppen. Die Knospen stehen einzeln an den Triebspitzen oder als Seitenknospen in spiraliger Anordnung (wie später auch die Blätter). Die Verzweigung der Edelkastanie erfolgt sympodial: die Endknospen sterben im Herbst ab, die nächsttiefere Seitenknospe übernimmt im Frühjahr das Längenwachstum des Triebes.
Die kurz gestielten Laubblätter erscheinen aufgrund der Drehung ihrer Blattstiele zweizeilig angeordnet. Der Blattaustrieb erfolgt Ende April bis Anfang Mai. Die zunächst leicht behaarten, unterseits helleren Blätter verkahlen rasch. Die Länge der Blätter beträgt 12 bis 20 Zentimeter, die Breite 3 bis 6 Zentimeter, der Blattstiel misst 1,5 bis 2,5 Zentimeter. Die Blattform ist eiförmig bis verkehrt-eiförmig oder elliptisch, lanzettlich, die Blattspitze ist spitz bis zugespitzt, die Basis ist spitz bis abgerundet oder leicht herzförmig. Der Blattrand ist spitzig, teils buchtig, gesägt, die Zähne enden in einer kleinen, nach vorne gerichteten Granne oder Stachelspitze. Die Blätter sind leicht ledrig, die Oberseite ist glänzend tiefgrün und kahl, die Unterseite ist heller, hier treten die 12 bis 20 Aderpaare klar hervor. Die Herbstfärbung ist gelbbraun, direkt vor dem Abfallen braun. Die beiden linearen, 1,5 bis 2 Zentimeter langen Nebenblätter fallen früh ab.

### Blütenstände und Blüten
Mit 20 bis 30 Jahren beginnen die Edelkastanien zu blühen. Die Blüten erscheinen im Juni/Juli. Sie sind einhäusig getrenntgeschlechtig (monözisch), ihre männlichen und weiblichen Organe befinden sich in getrennten Blüten, aber auf einer Pflanze.
Die funktionell männlichen Blüten stehen in achselständigen, schlanken, 20 bis 25 Zentimeter langen Blütenständen, Kätzchen. Die männlichen Blüten besitzen eine sechszählige Blütenhülle (Perigon) und acht bis zwölf Staubblätter sowie oft einen Pistillode. Der reichlich produzierte Pollen riecht intensiv durch die Bildung von Trimethylamin.
Die weiblichen Blüten stehen meist zu dritt in einem schuppigen Fruchtbecher zu wenigen am Grund der oberen männlichen Blütenstände (zwittriger Blütenstand). Sie besitzen ebenfalls ein sechszähliges, behaartes Perigon. Der Fruchtknoten ist unterständig und besteht aus sechs (bis acht) Fruchtblättern, die ebenso viele Fächer bilden, wobei im Zentrum eine kräftige Säule (Columella) steht. Er trägt ebenso sechs (selten vier bis neun) starre, an der Basis behaarte Griffel. Jeder Fächer besitzt zwei zentralwinkelständige Samenanlagen. Nur eine Samenanlage pro Fruchtknoten entwickelt sich zum Samen.

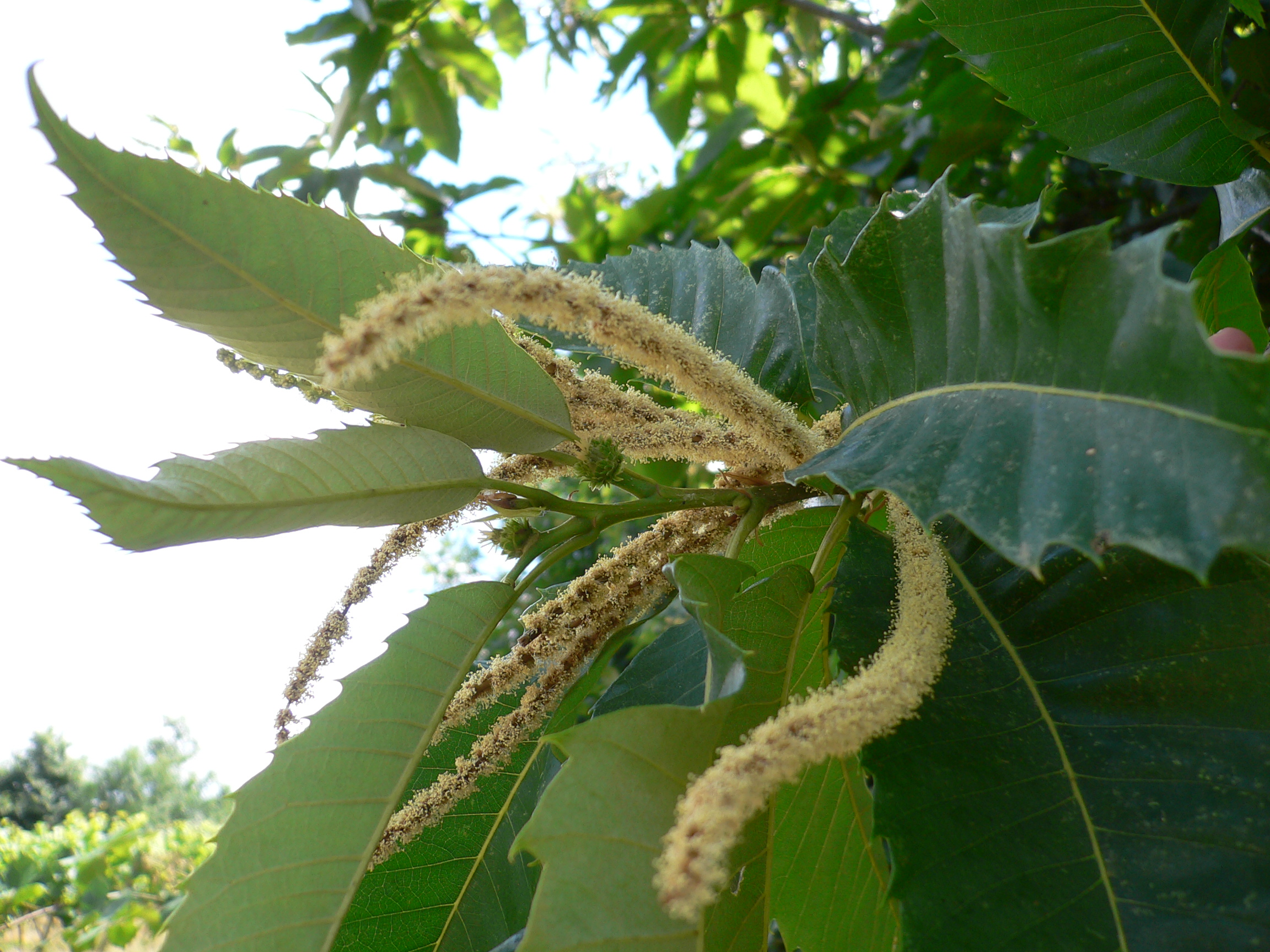
Blütenstände
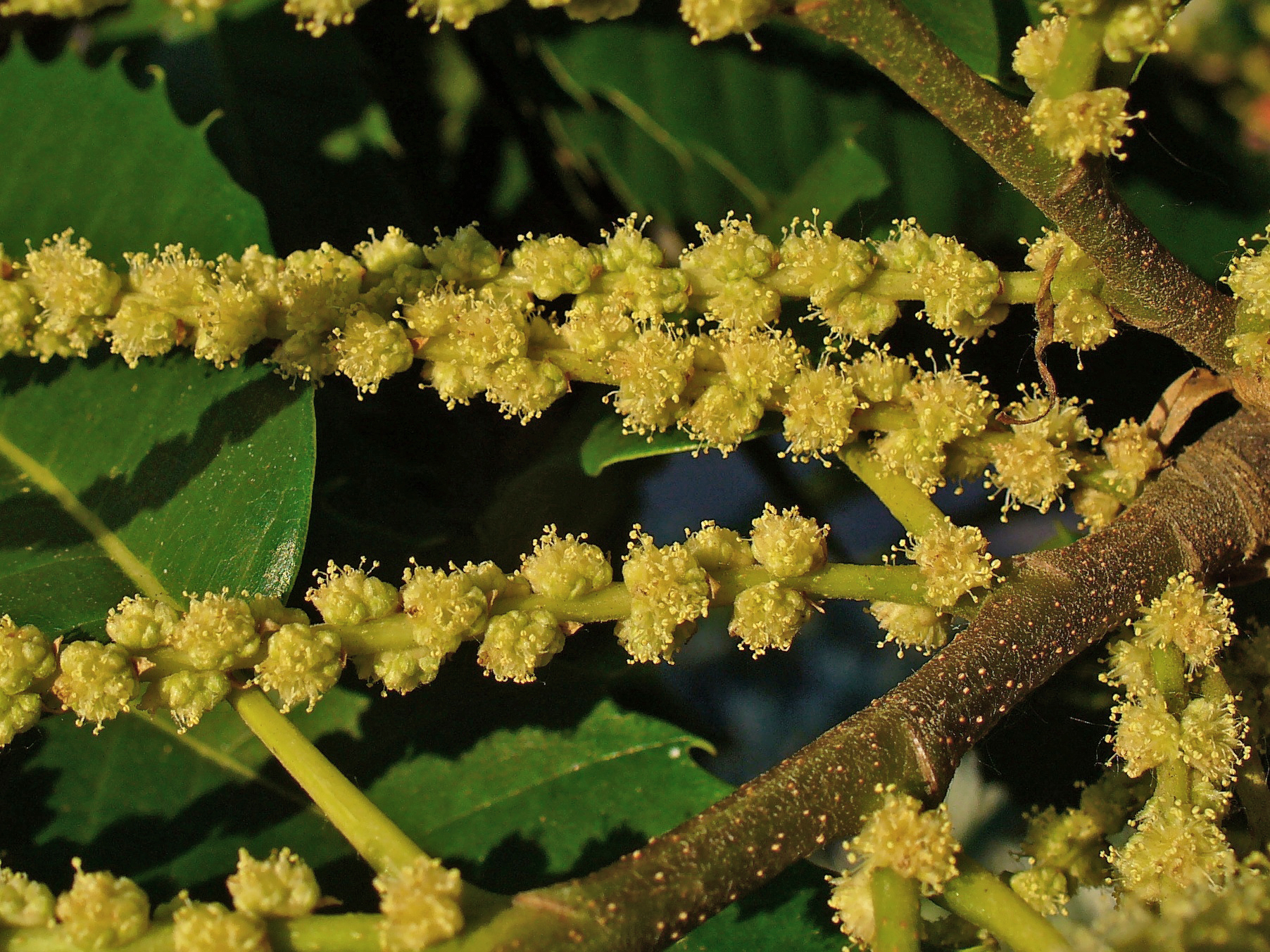
Männliche Blüten
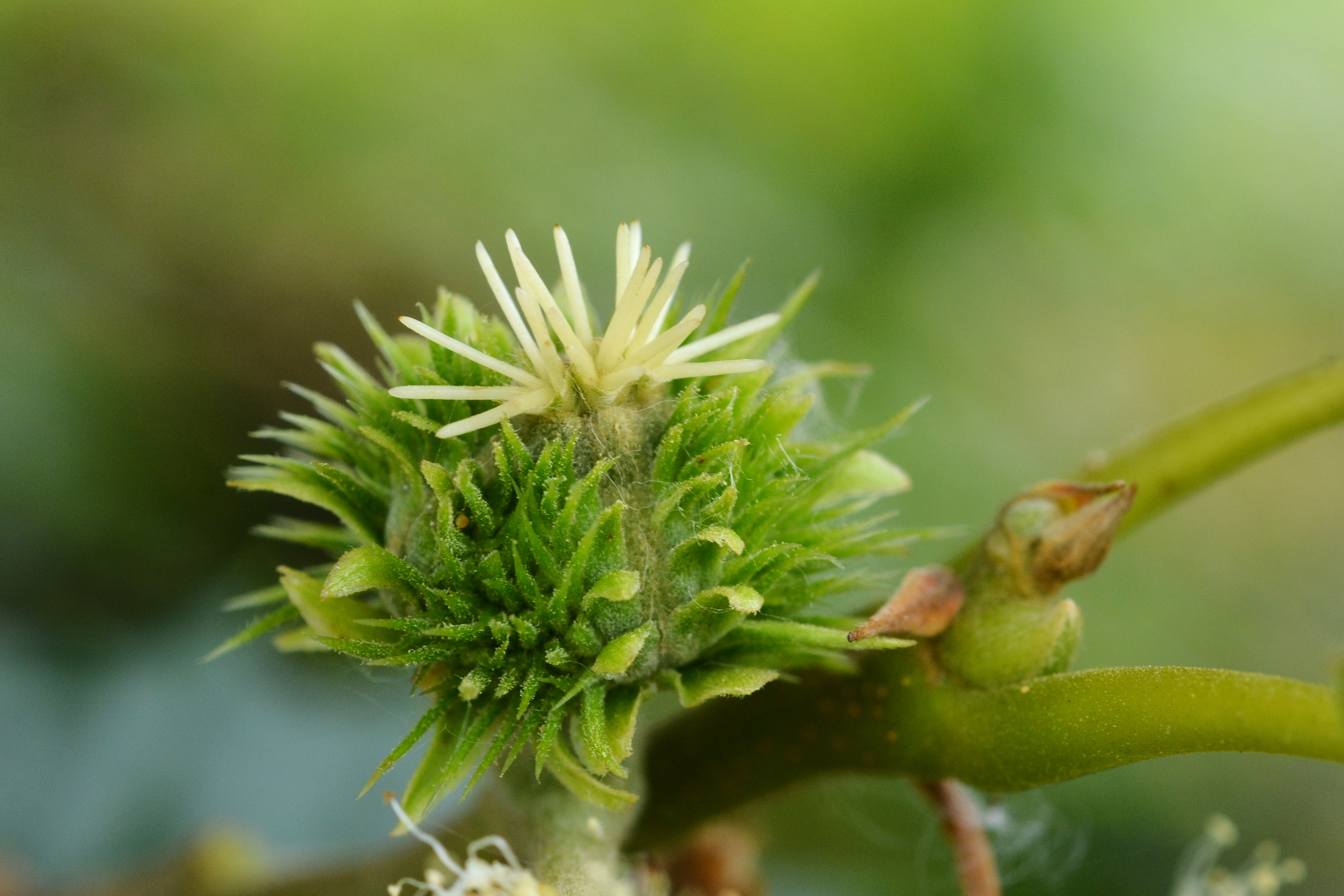
Weiblicher Blütenstand

### Chromosomenzahl
Die Chromosomenzahl beträgt 2n = 24.

### Früchte

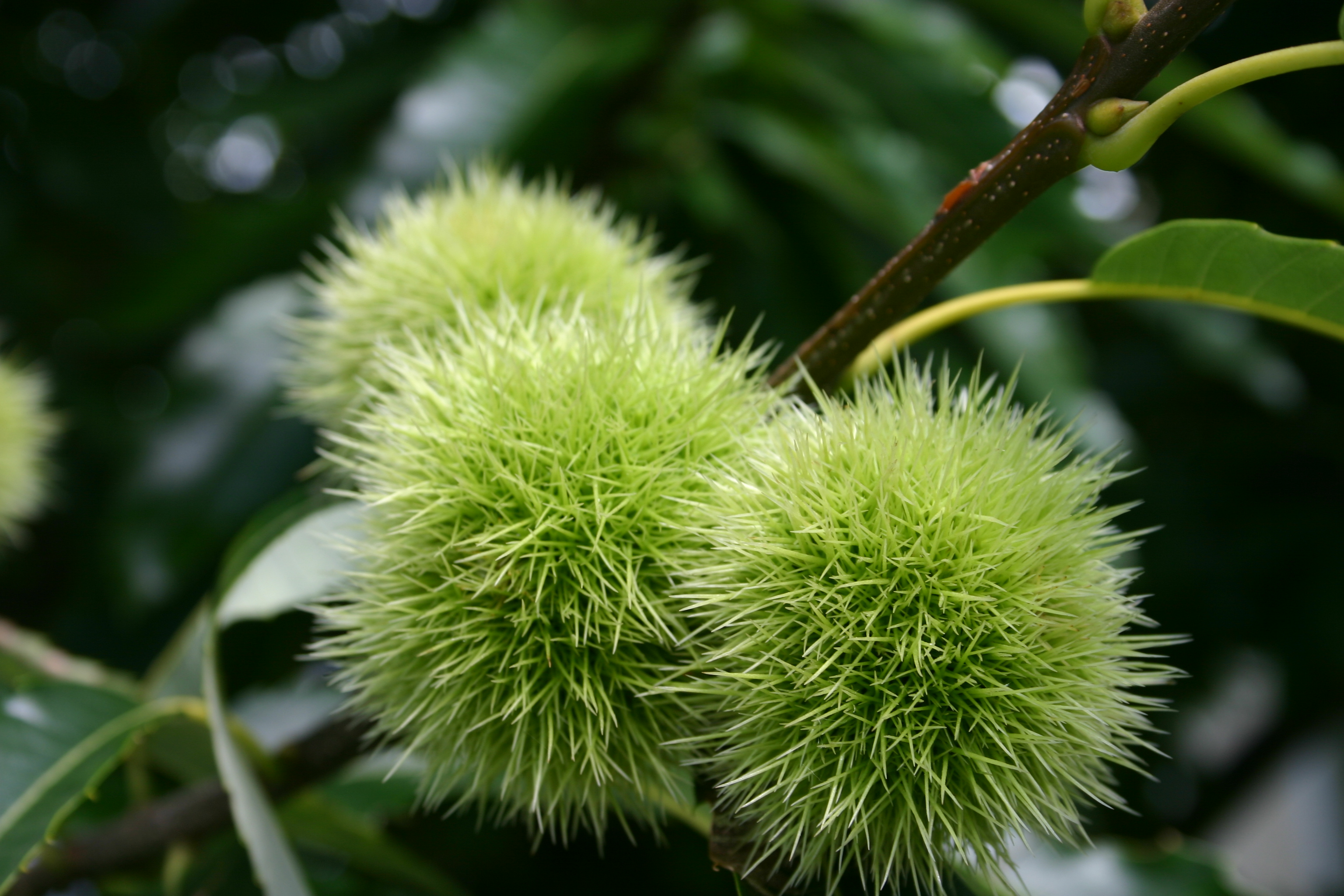
Fruchtstand der Edelkastanie im Sommer

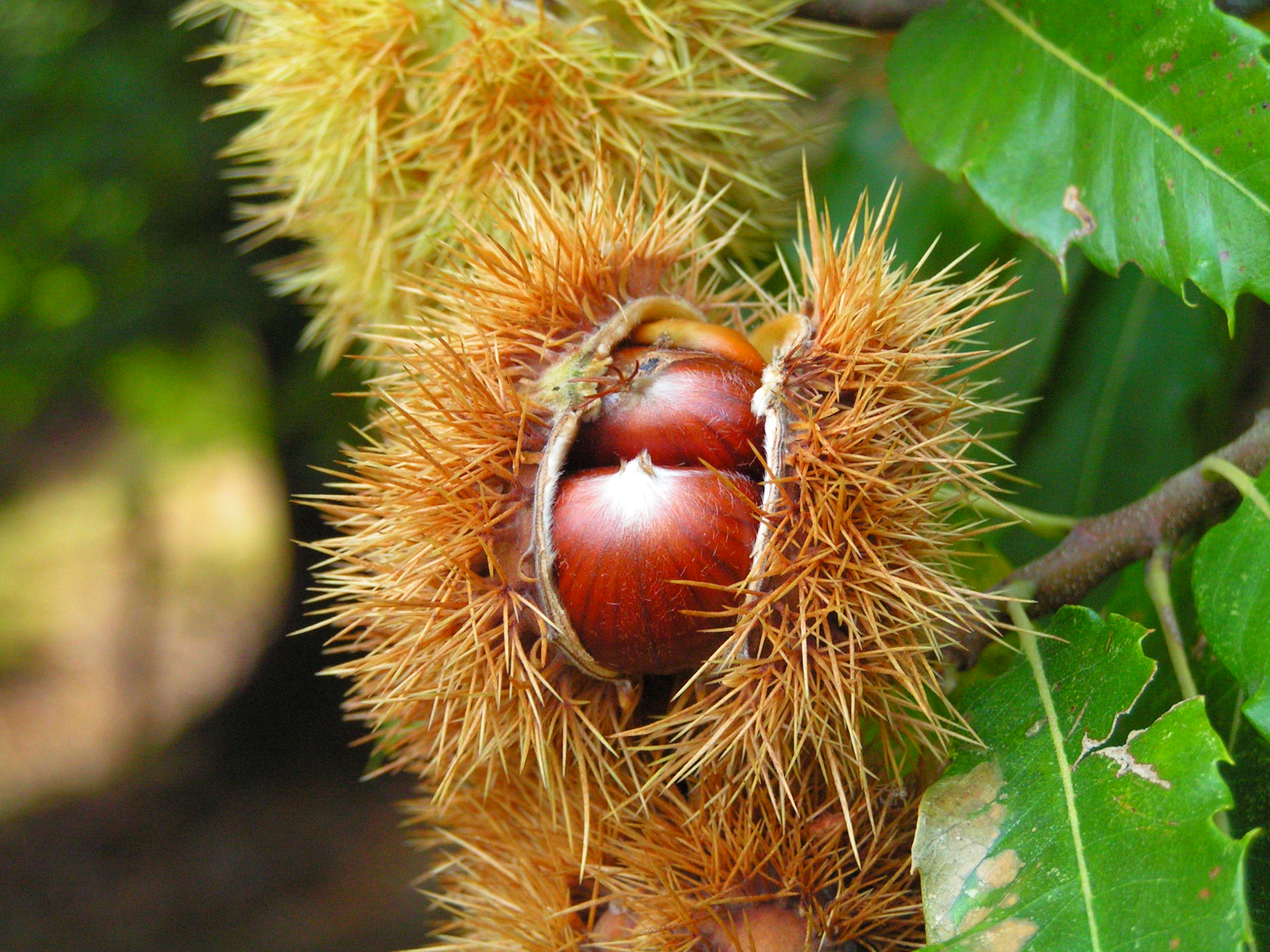
Geöffnete Cupula mit Früchten

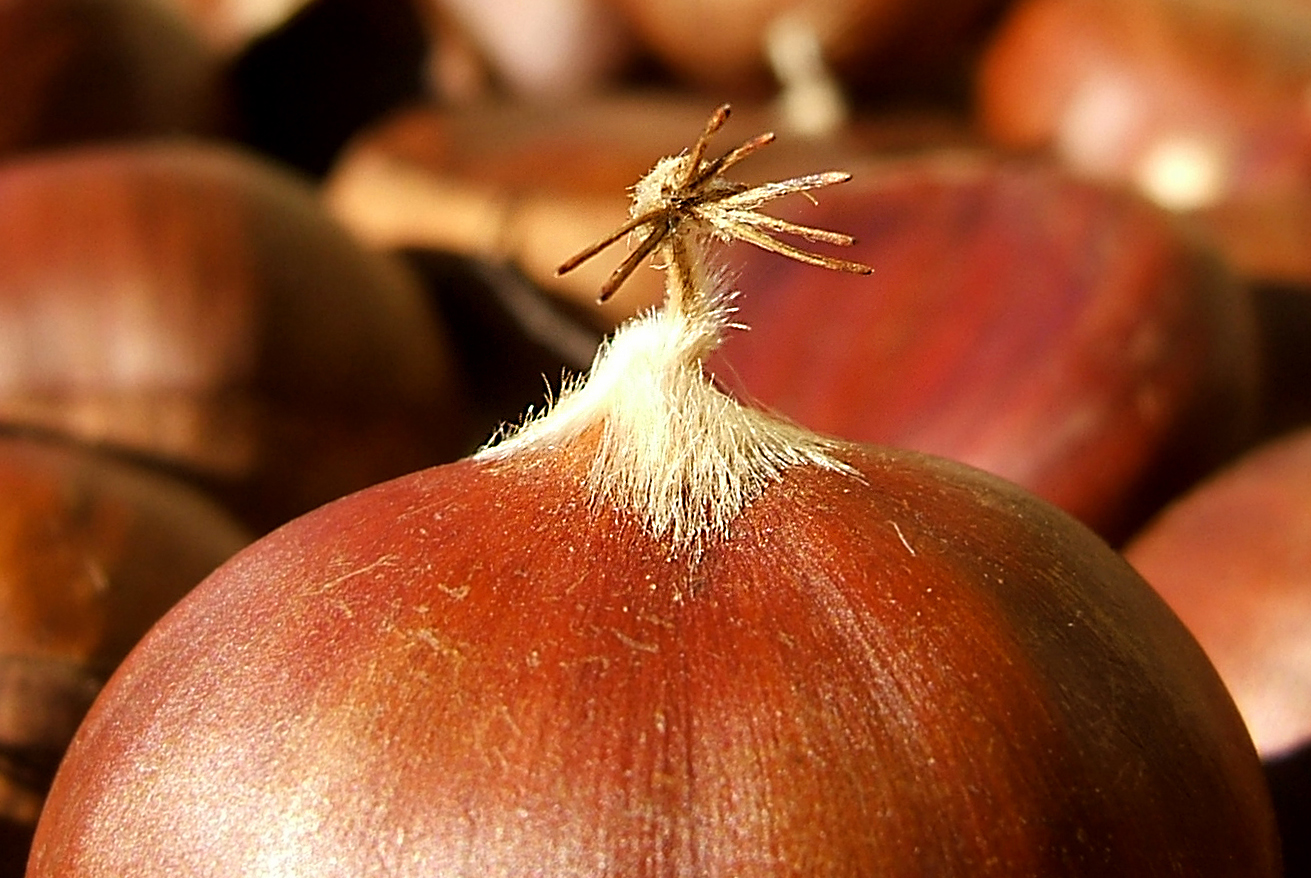
Behaarte Spitze der Nuss mit den Griffelästen und Perianthresten

Die Früchte sind glänzende, dunkelbraune Nüsse. Sie sind von einem stacheligen Fruchtbecher (Cupula) umgeben. Die Stacheln sind anfangs grün und zur Reife gelbbraun. Bei der Wildform hat der Fruchtbecher einen Durchmesser von 5 bis 6 Zentimetern, bei Kulturformen kann er bis 10 Zentimeter erreichen. Bei Vollreife öffnet sich der Fruchtbecher mit vier Klappen und entlässt die ein bis drei Früchte. Bei manchen Sorten fällt der Fruchtbecher mitsamt den darin enthaltenen Nüssen ab.
Das Perikarp der Nüsse ist ledrig, glatt sowie gleichmäßig braun und gestreift. An der Basis der Frucht befindet sich ein großer, weißlicher Nabelfleck (Hilum), die Trennstelle, an der sich die Frucht von der Cupula löst. Sie entspricht einem Querschnitt durch den stark verdickten, stark verkürzten Blütenstiel. Mit freiem Auge zu erkennen ist hier der Leitbündelring. Die Leitbündel sind am Perikarp häufig als Längsrippen zu erkennen. Das meist behaarte Ende der Frucht ist bespitzt und besteht aus den Perianthresten und den Griffelästen. Im Inneren liegt dem Perikarp ein behaartes Endokarp an. Die Scheidewände des Fruchtknotens haben sich aufgelöst, die Columella ist durch den Samen zur Seite gedrängt. Der Samen hat eine häutige, gerbstoffreiche Schale. Das Innere des Samens wird vollständig von den Kotyledonen eingenommen, die aus zwei großen Keimblättern bestehen. Die Keimwurzel (Radicula) befindet sich nahe der Fruchtspitze. Die Kotyledonen sind mehr oder weniger gefurcht. Dadurch haftet die Samenschale gut an und lässt sich so schlecht entfernen.
Die Ausbreitung der „Plumpsfrüchte“ erfolgt durch Eichhörnchen, Siebenschläfer, Krähen und Häher. Die Tiere verstecken Nahrungsvorräte im Boden, vergessene Früchte keimen dann im Frühjahr aus. Aus Samen gekeimte Bäume tragen erstmals mit etwa 25 bis 35 Jahren Früchte.
| Inhaltsstoff       | Einheit | frisch  | getrocknet |
| ------------------ | ------- | ------- | ---------- |
| Wasser             | g       | 50–63   | 11         |
| Stärke             | g       | 23–27   | 41,7       |
| Zucker (v. a. Suc) | g       | 3,6–5,8 | 16,1       |
| Nahrungsfasern     | g       | 8,2–8,4 | 13,8       |
| Proteine           | g       | 2,5–5,7 | 6,0        |
| Fett               | g       | 1,0–2,2 | 3,4        |
| Vitamin A          | mg      | 12      | k. A.      |
| Vitamin B1         | mg      | 0,1–0,2 | 0,2        |
| Vitamin B2         | mg      | 0,2–0,3 | 0,4        |
| Vitamin C          | mg      | 6–23    | k. A.      |
| Niacin             | mg      | 1,1     | 2,1        |
| Kalium             | mg      | 395–707 | 738        |
| Phosphor           | mg      | 70      | 131        |
| Magnesium          | mg      | 31–65   | k. A.      |
| Schwefel           | mg      | 48      | 126        |
| Calcium            | mg      | 18–38   | 56         |

Die Nüsse haben einen hohen Gehalt an Kohlenhydraten, Stärke und Saccharose. Der hohe Zuckergehalt zusammen mit dem hohen Wassergehalt frischer Früchte macht sie leicht verderblich. Der hohe Kohlenhydratgehalt unterscheidet die Kastanien von den meisten anderen Nüssen, die vorwiegend Fette enthalten. Der Proteinanteil ist frei von Prolamin und Glutenin, Kastanienmehl ist daher nur in Mischung mit anderem Mehl backfähig. Der Gehalt an für den Menschen essentiellen Aminosäuren ist hoch. Der Proteingehalt ist höher als in Kartoffeln, aber geringer als in Getreide. Der Fettgehalt ist gering, hat aber einen hohen Anteil an Linol- und Linolensäure (550–718 Milligramm Linolsäure und 78–92 Milligramm Linolensäure je 100 Gramm Frischmasse). Der Kalium-Gehalt ist hoch, der Natriumgehalt sehr niedrig (9 Milligramm je 100 Gramm Frischmasse). An Vitaminen sind nur zwei Vitamine der B-Gruppe in größeren Mengen vorhanden: Riboflavin (B2) und Nicotinsäure (B3), die auch temperaturstabil sind. Ein weiterer, 2021 gefundener Inhaltsstoff der Blätter ist Castaneroxy A, wirksam gegen MRSA (Methicillin/Multi(drug)-resistente Staphylococcus aureus).

## Blütenökologie
Die Edelkastanie blüht relativ spät, im Juni nach der Laubbildung. Die Pflanzen sind proterandrisch, die männlichen Blüten öffnen sich bis sieben oder zehn Tage vor den weiblichen, abhängig von der Sorte. Die eingeschlechtlichen Kätzchen blühen vor den zwittrigen – ein Phänomen, das Duodichogamie genannt wird. Ein Baum produziert rund einen Monat lang Pollen.
Die Art der Bestäubung ist in der Literatur umstritten. Manche Autoren bezeichnen die Edelkastanie als windbestäubt, andere als insektenbestäubt, wieder andere nennen beide Bestäubungsarten. Die Bildung von Nektar, klebrigen Pollen, steifen, aber weichen Staubblättern und der starke Geruch der Kätzchen entsprechen einer Anpassung an Insektenbestäubung. Neben Bienen wurden 134 weitere Insektenarten aus sechs Ordnungen, vorwiegend Käfer, beobachtet. Insekten besuchen jedoch fast ausschließlich männliche Blüten. Windbestäubung kann über Distanzen von 20, sogar 100 Kilometern erfolgen, allerdings ist die Pollendichte nur innerhalb von 20 bis 30 Metern einigermaßen ausreichend.
Nach Marco Conedera befindet sich die Edelkastanie in einem Übergangsstadium von Insekten- zu Windbestäubung. Insektenbestäubung erfolgt demnach vor allem bei feuchter Witterung, der Pollen ist dann klebriger.
Die Edelkastanie ist selbstinkompatibel, eine Pflanze kann sich nicht selbst bestäuben, es ist Fremdbestäubung nötig. Viele kultivierte Sorten sind allerdings männlich-steril, sie bilden keinen funktionsfähigen Pollen. In diesem Fall müssen in den Plantagen in regelmäßigen Abständen pollenspendende Bäume anderer Sorten gepflanzt werden.

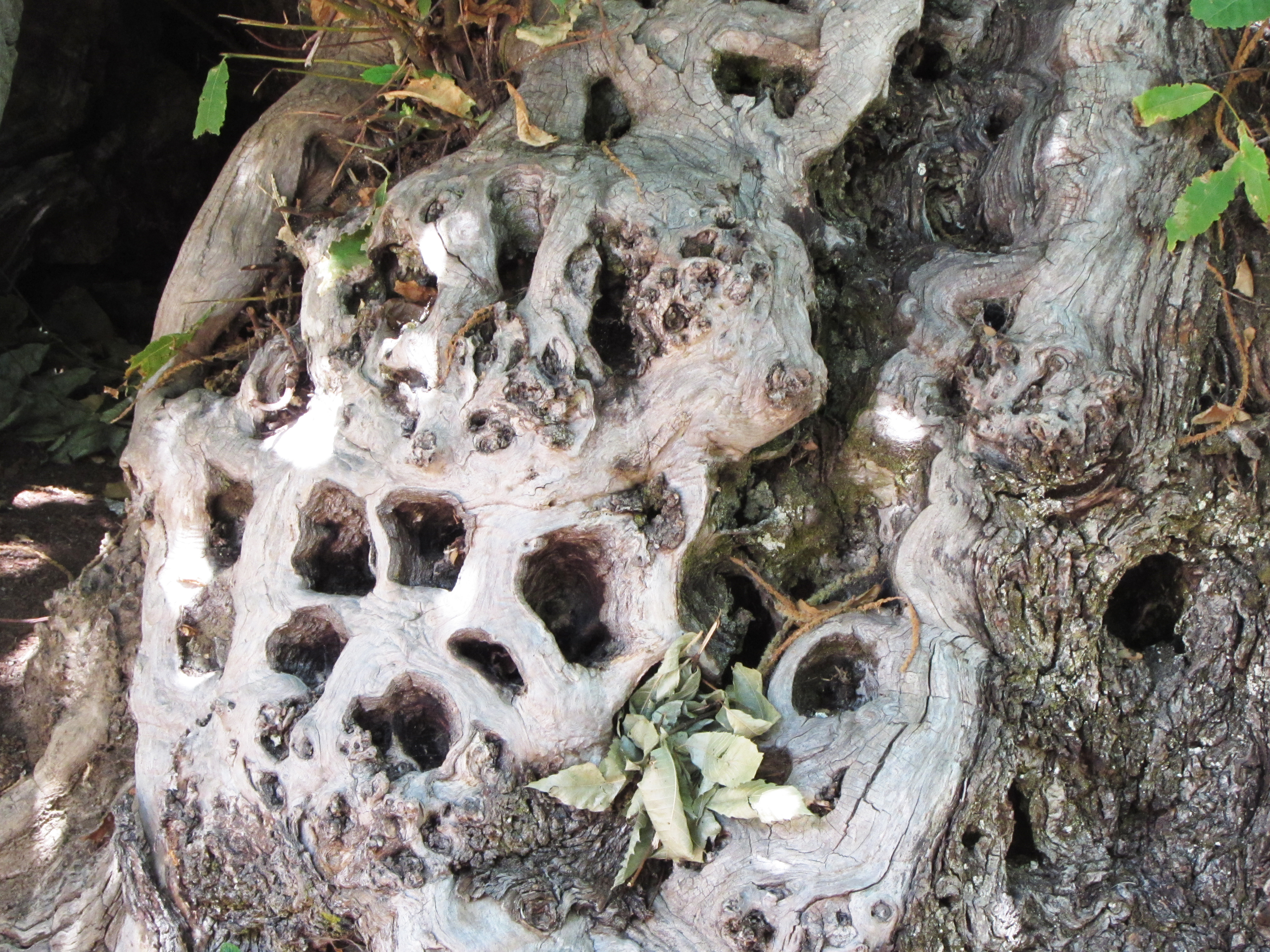
Wurzelstock einer Edelkastanie in Las Médulas

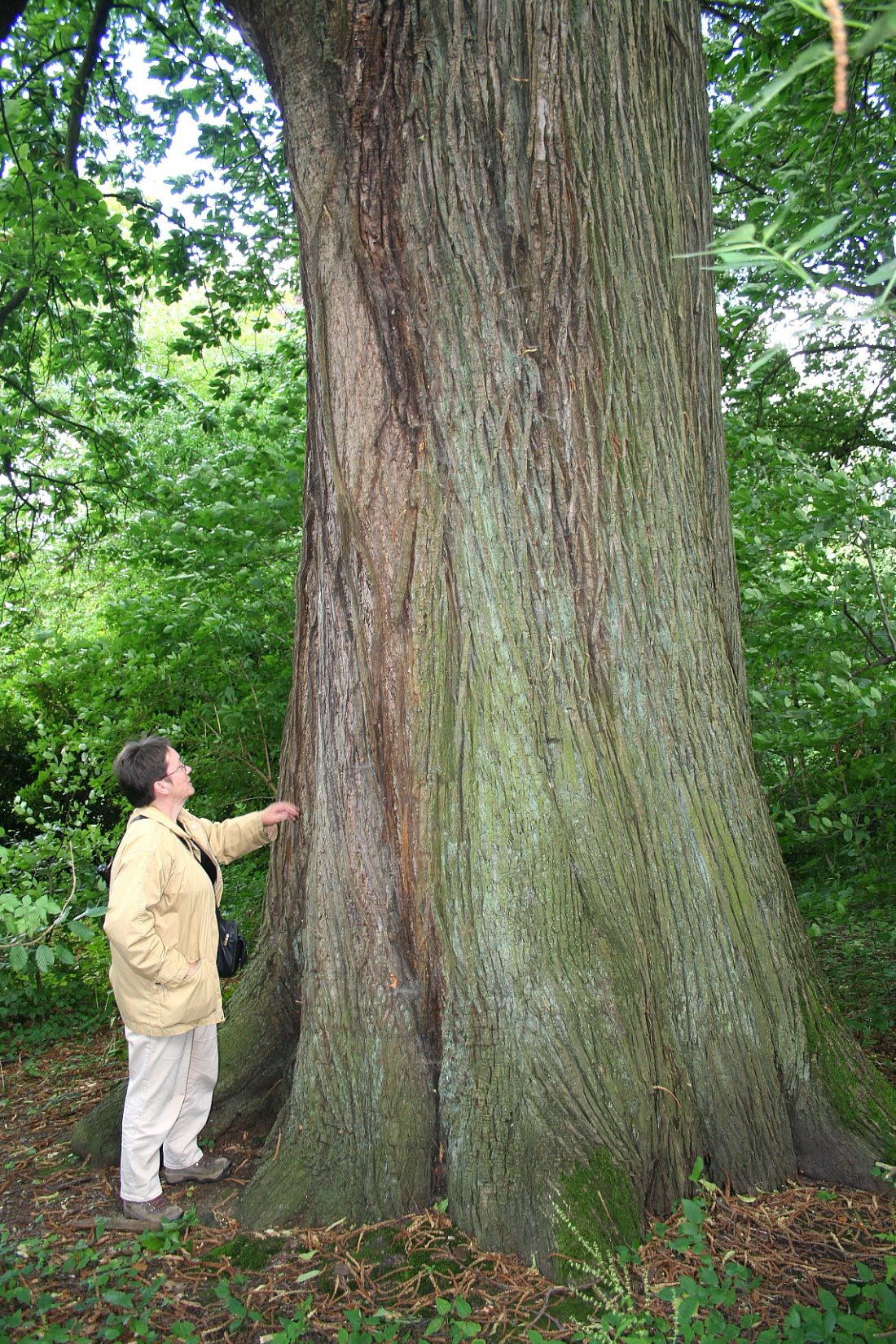
Stamm und Borke eines alten Baums mit einer erwachsenen Person als Größenvergleich

## Verbreitung

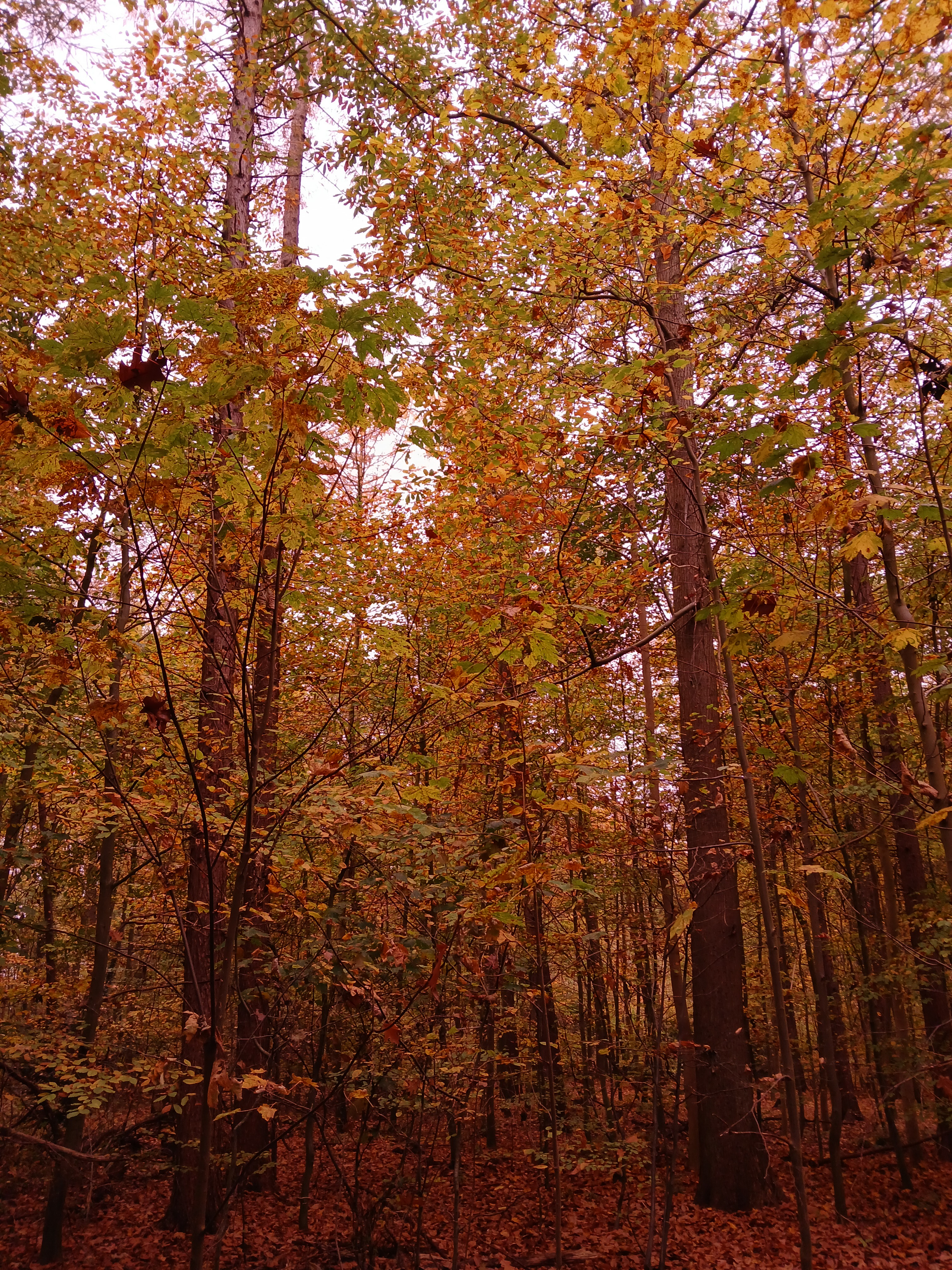
Eine Esskastanie in Bremerhaven

Da die Edelkastanie seit der Antike im gesamten Mittelmeerraum wie auch den nördlich angrenzenden Gebieten angebaut wird, lässt sich ihr natürliches Verbreitungsgebiet nicht genau feststellen. Als Nordgrenze des natürlichen Verbreitungsgebiets werden von Bottacci (2006) die Pyrenäen und der Alpensüdrand angenommen, weiterhin die Gebirge Bosniens, die Rhodopen und der Kaukasus. Sie kommt in Kleinasien, im nördlichen Syrien sowie an den Nordhängen des Atlasgebirges vor. Die Höhengrenze liegt in den Alpen und im Apennin bei 1000 m, auf Sardinien und Sizilien bei 1500 m, in Spanien bei 1600 m und im Kaukasus bei bis zu 1800 m.
Großflächige Pflanzungen gibt es in weiten Teilen Frankreichs (vor allem jedoch im Gebiet der Ardèche, in den Cevennen und im Périgord), im Süden Englands und Irlands sowie von der ungarischen Tiefebene bis zum Schwarzen Meer etwa im Gebiet südlich der Donau. Vereinzelte Pflanzungen und Bestände finden sich nördlich der Alpen bis nach Deutschland und Südskandinavien. Nördlich des 48. bis 50. Breitengrades reifen die Früchte nicht regelmäßig, hier wird die Edelkastanie als Holzlieferant und als Parkbaum gepflanzt (siehe z. B. die Esskastanienbäume in der Parkanlage von Kynast).
Im östlichen Verbreitungsgebiet gibt es drei Regionen mit jeweils einheitlichem Genpool:
- Nordost-Türkei (dieses Gebiet dürfte das Refugium der Art während der letzten Eiszeit gewesen sein)
- Griechenland
- türkische Mittelmeerküste

Die zugrunde liegenden genetischen Untersuchungen stützen frühere Annahmen, dass alle europäischen Bestände (mit Ausnahme Griechenlands) in den letzten rund 2000 Jahren mit kleinasiatischen Pflanzen begründet wurden.
In der Schweiz liegt ihr Schwerpunkt im Tessin. Daneben kommt sie in den milden Lagen um den Genfersee, im Wallis, am Vierwaldstätter- und am Zugersee vor. In Österreich ist sie verbreitet im Hügelland der südlichen Steiermark und des angrenzenden Burgenlands zu finden. In Deutschland liegen die Hauptvorkommen in der Pfalz, an Nahe, Saar und Mosel. Darüber hinaus ist sie in der Oberrheinischen Tiefebene, im westlichen Schwarzwald, im Odenwald, am unteren Main und im Taunus recht häufig.
An der Alpensüdseite in Südtirol, in Höhenlagen zwischen 700 und 900 m besitzt die Edelkastanie eine wichtige touristische Rolle in der regionalen Direktvermarktung.

## Standorte und Vergesellschaftung
Die Edelkastanie bevorzugt temperat-humide, ozeanische Klimabedingungen sowie saure Böden. Sie ist wärmeliebend und eine submontan-mediterrane Baumart. Die Jahresmitteltemperatur sollte zwischen 8 und 15 °C liegen bei warmen Herbsten und mindestens sechs Monaten über +10 °C. Sie ist sehr empfindlich gegen Spätfröste. Für eine gute Entwicklung benötigt sie eine Wärmesumme der Tagesmittelwerte von 3600 Gradtagen. Ältere Exemplare im Elbe-Weser-Dreieck zeigen keine Frostschäden.
Bei den benötigten Niederschlägen gilt die Edelkastanie als mesophil: Sie entwickelt sich gut bei Niederschlägen zwischen 600 und 1600 mm pro Jahr. Eine verregnete Blütezeit im Juni verträgt sie schlecht. In dürregefährdeten Lagen, in Gebieten mit ausgeprägter Sommertrockenheit, sowie auf staunassem Boden gedeiht sie nicht. Die Edelkastanie ist eine Lichtbaumart und wird bei zunehmender geographischer Breite noch lichtbedürftiger.
Der beste Boden für die Edelkastanie ist frisch, locker und tiefgründig mit einem hohen Kalium- und Phosphor-Gehalt. Auf älteren, tiefgründigen Kalkböden mit genügend verfügbarem Kalium und Phosphor und einem Kalkgehalt unter 20 Prozent kann sie gedeihen, ansonsten meidet sie Kalk. Auf schweren, tonigen Böden gedeiht sie nicht. Sehr gut geeignet sind phosphorreiche vulkanische Böden.
Die Edelkastanie kommt vor in Gesellschaften der Klasse Querco-Fagetea, besonders im Betulo-Quercetum aus dem Verband Quercion roboris und in Gesellschaften des Unterverbands Luzulo-Fagenion.

## Krankheiten und Schädlinge

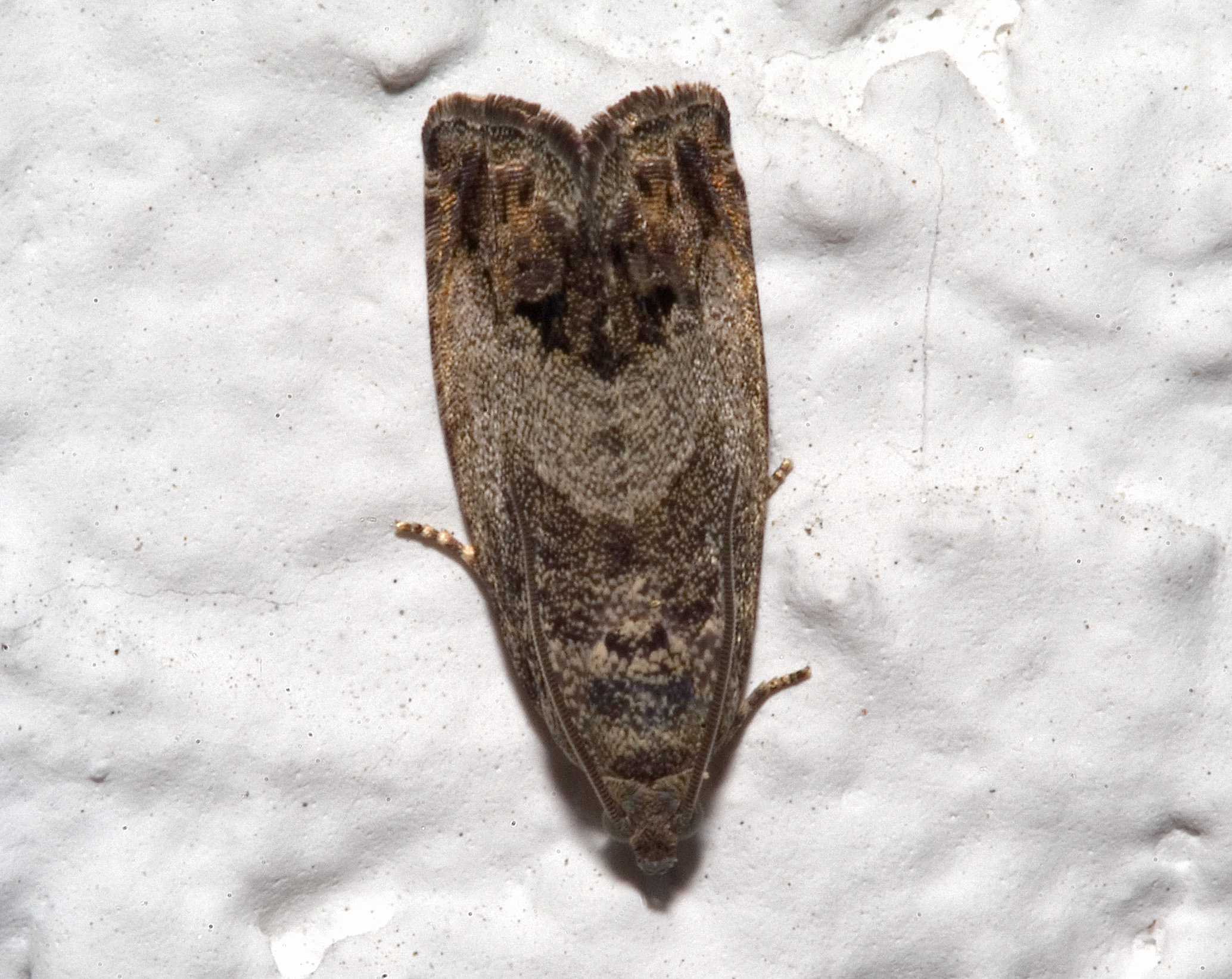
Später Kastanienwickler (Cydia splendana)

Die zwei wichtigsten Krankheiten wurden durch Pilze verursacht. Der Kastanienrindenkrebs (Cryphonectria parasitica) wurde 1938 aus Amerika eingeschleppt und hat in den folgenden Jahrzehnten große Teile der Kastanienbestände vor allem in Südeuropa vernichtet. Durch die biologische Bekämpfung mit hypovirulenten Stämmen ist die Edelkastanie nicht mehr in ihrem Bestand bedroht und beginnt sich in vielen Gebieten wieder zu erholen.
Die Tintenkrankheit, ausgelöst durch die Phytophthora-Arten Phytophthora cambivora und Phytophthora cinnamomi, befällt Bäume bevorzugt auf feuchteren Böden. Das Mycel dringt in die Wurzeln ein und führt zu Blattwelke, fehlender Fruchtbildung bis zum Absterben der Krone. An der Stammbasis bilden sich häufig schwarze Exsudate, die zum Namen der Krankheit geführt haben.
Die übrigen Krankheiten haben eine wesentlich geringere Bedeutung. Die Blätter werden vom Pilz Mycosphaerella maculiformis befallen, die Früchte von Rhacodiella castaneae, Phoma endogena, Botrytis cinerea, Fusarium roseum und Penicillium expansum. Seit den 1950er Jahren tritt das Kastanienmosaikvirus (ChMV) auf, das vor allem im Sommer zu Blattnekrosen führen kann. Die Edelkastanie ist jedoch relativ wenig anfällig.
Von den Insekten, die sich von der Edelkastanie ernähren, hat der Esskastanienbohrer (Curculio elephas) die größte wirtschaftliche Bedeutung. Er frisst das Innere der Früchte, so auch Früher (Pammene fasciana) und Später Kastanienwickler (Cydia splendana) sowie Ungleicher Holzbohrer (Xyleborus dispar). Seit 2002 ist auch die Kastaniengallwespe in Europa nachgewiesen.

## Systematik
Die Edelkastanie wird innerhalb der Gattung Kastanien (Castanea) in die Sektion Eucastanon gestellt, die durch drei Früchte pro Cupula ausgezeichnet ist. In diese Sektion gehören auch die beiden anderen als Schalenobst genutzten Arten Chinesische Kastanie (Castanea mollissima) und Japanische Kastanie (Castanea crenata).
Die Rosskastanien (Aesculus) gehören zur Familie der Seifenbaumgewächse und sind nicht mit den Kastanien verwandt, der gleiche Name beruht auf der oberflächlichen Ähnlichkeit ihrer Früchte mit dem Fruchtstand der Kastanien (brauner Kern in stacheliger Hülle).

## Anbau

### Anbauformen
Die Edelkastanie wird in unterschiedlichen Formen angebaut:
- Der Hochwald ist die extensive Form der Bewirtschaftung. Er entsteht meist aus Samen und bildet häufig eine geschlossene Kronschicht.
- Eine Selve ist eine Hochstamm-Plantage bestehend aus gepfropften Bäumen. Hier haben die Bäume einen kurzen Stamm und eine große Krone, die Hauptäste setzen tief am Stamm an. Das Hauptprodukt ist die Frucht. Die Dichten betragen häufig 80 bis 100 Bäume je Hektar. In modernen Plantagen sind die Bäume relativ niedrig. In den traditionellen Selven wie im Tessin und auf Korsika sind es hohe Bäume, zwischen denen das Vieh geweidet wird.
- Niederwald wird im Umtrieb von 15 bis 30 Jahren bewirtschaftet, in Frankreich bis 40 Jahre. Die Niederwaldwirtschaft war traditionell mit dem Weinbau verbunden, das Kastanienholz wurde zu Fassdauben und Stecken verarbeitet.

### Erntemengen
Die Welternte 2023 an Kastanien betrug laut FAO 2.095.741 Tonnen, wovon allerdings nur ein Teil auf die Edelkastanie entfiel. In Ostasien sowie in Portugal werden vorwiegend die chinesische (Castanea mollissima) und die japanische (Castanea crenata) Kastanie angebaut.
In Europa werden neben der Edelkastanie auch Hybriden aus dieser und der Japanischen Kastanie angebaut. Diese sind resistenter gegen Kastanienrindenkrebs, aufgrund ihres früheren Austriebs aber empfindlicher gegen Spätfröste.

### Sorten
Es gibt mehrere hundert Sorten, die meist nur kleinräumig angebaut werden und häufig an das Lokalklima angepasst sind. Allein in Frankreich sind über 700 Sorten registriert. Die Vermehrung der Sorte erfolgt überwiegend vegetativ durch das Aufpfropfen auf Unterlagen.

### Maroni
Das Wort Maroni wird nicht einheitlich verwendet. Häufig werden damit einfach besonders große Früchte bezeichnet. In Frankreich ist marron definiert für Früchte, bei denen keine Samenhaut eingewachsen ist und weniger als 12 Prozent der Nüsse gespalten sind, wenn also die Samenhaut die beiden Keimblätter einzeln umschließt. In Italien wiederum werden mit marroni große Sorten von herausragender Qualität, länglicher Form, und rötlicher, glänzender Schale mit dichten Streifen und einer kleinen Narbe bezeichnet. Sie sind süß, nicht gespalten und nicht hohl sowie leicht zu schälen. Maroni bilden darüber hinaus meist nur eine, seltener zwei Früchte pro Fruchtbecher, sind dadurch runder. Die meisten Maroni-Sorten sind männlich steril.

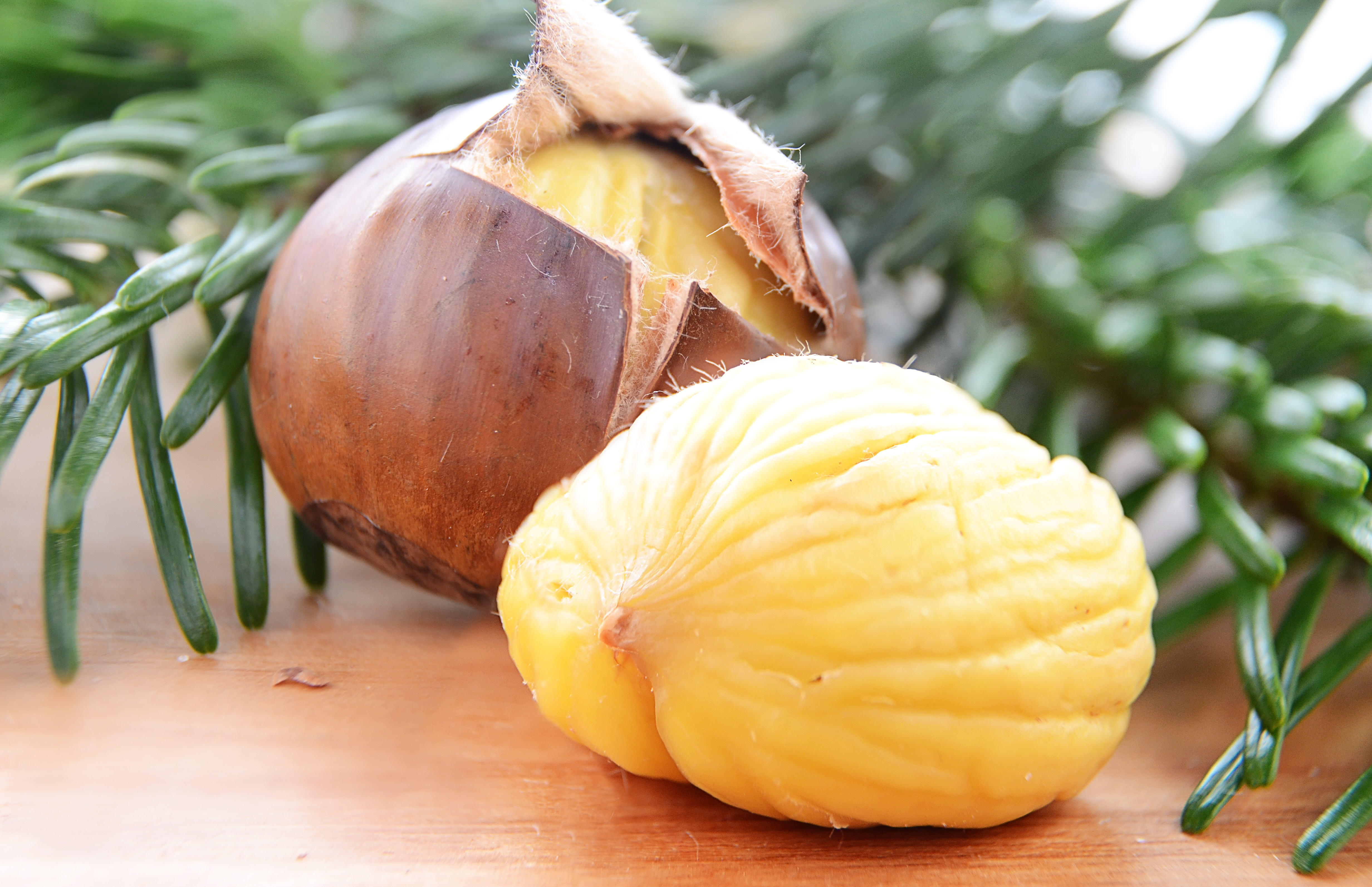
Maroni als Delikatesse
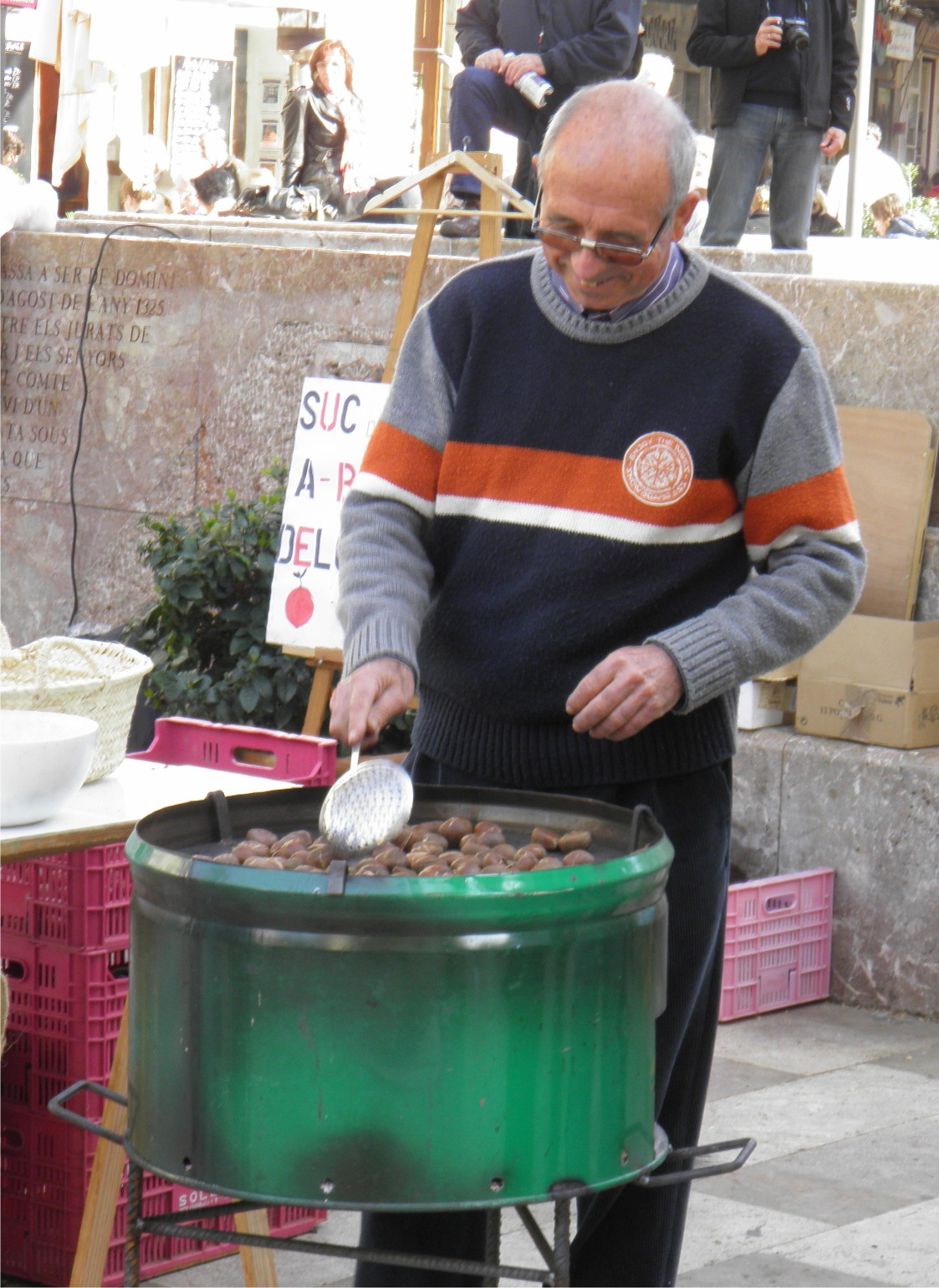
Maronenverkäufer auf der Insel Mallorca
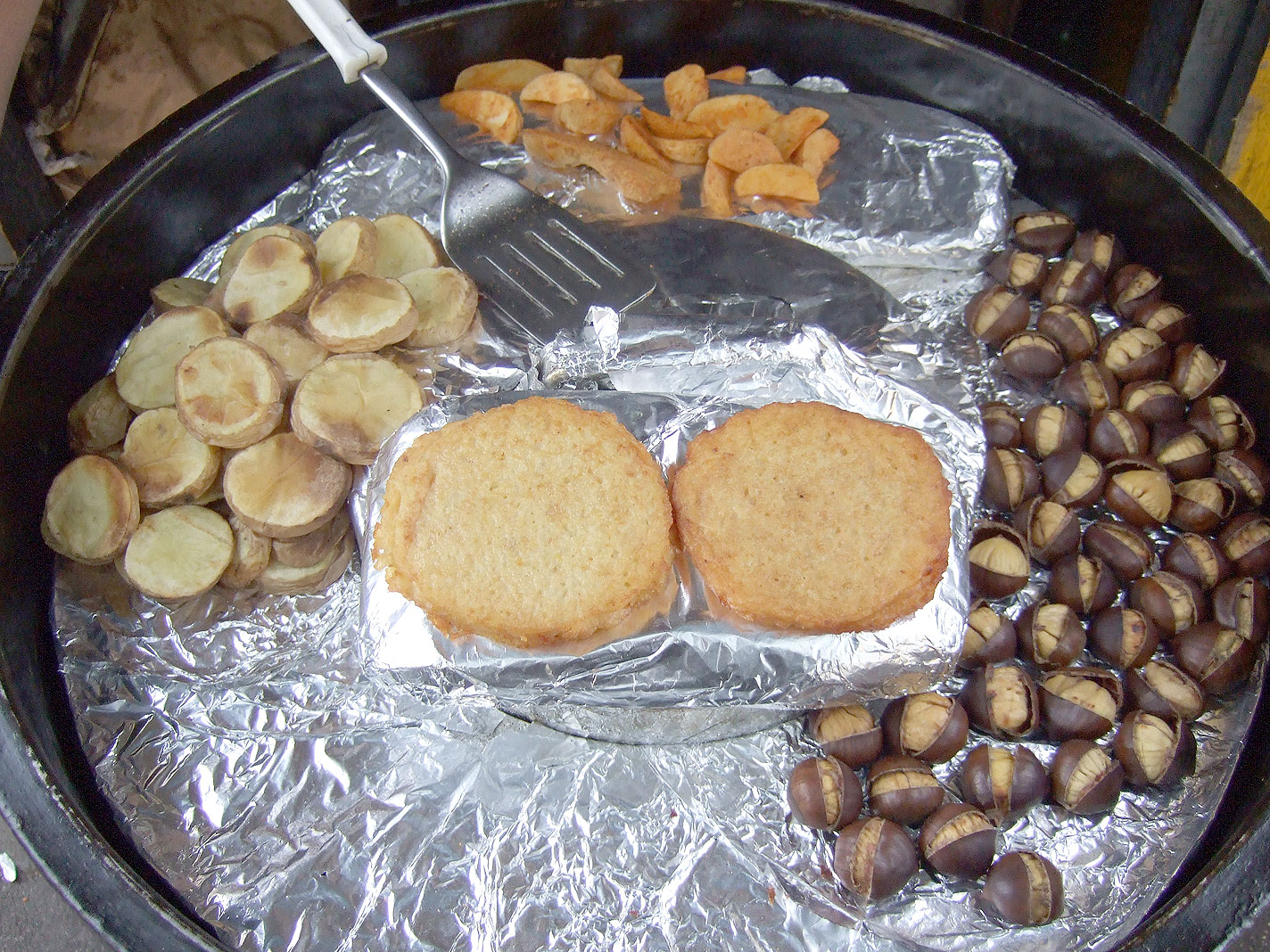
Angebot eines Wiener Maronibraters, neben Maroni auch Bratkartoffeln, Kartoffelpuffer und Wedges
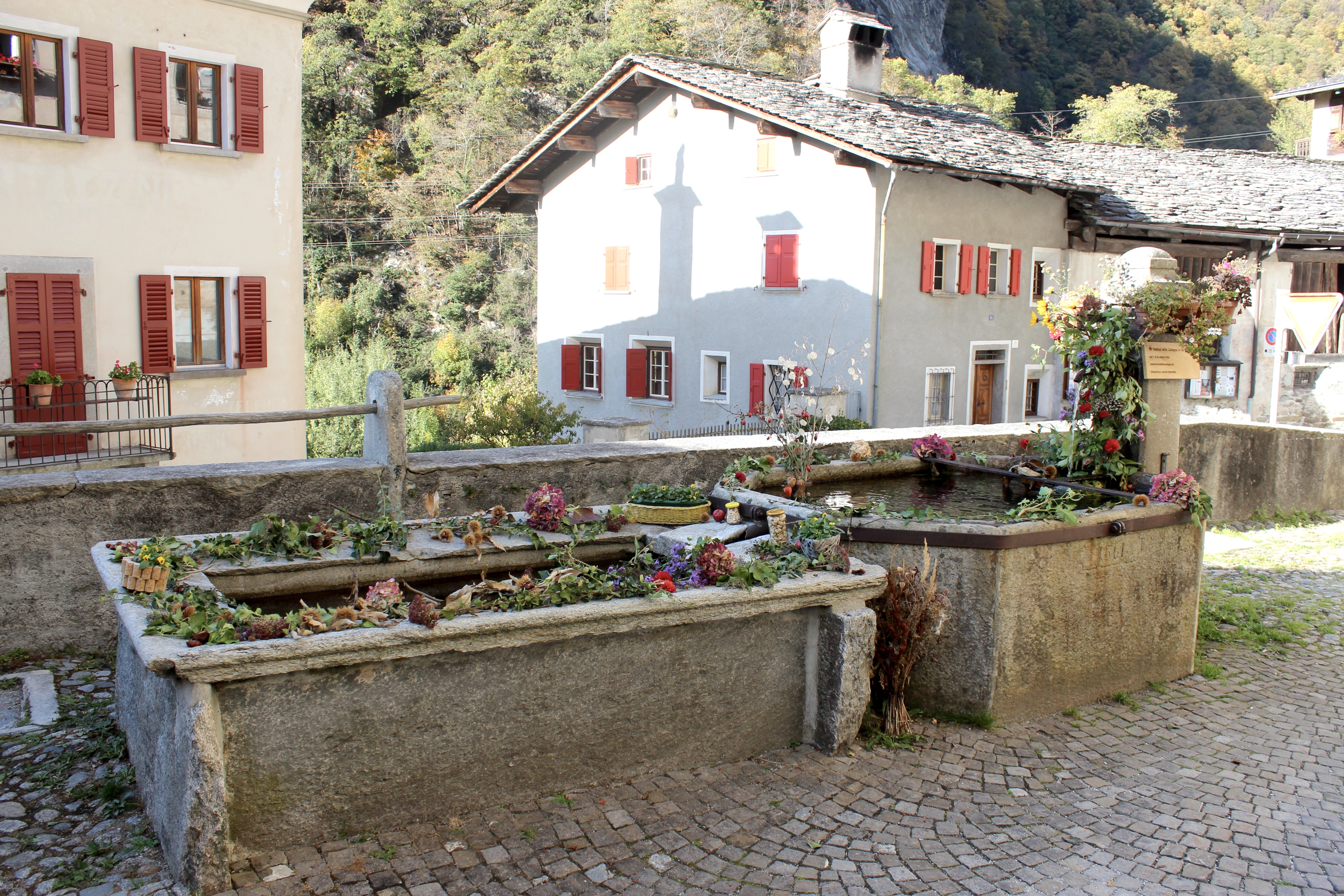
Geschmückter Brunnen in Bondo beim «Festival delle castagne»

### Konservierung
Frische Kastanien sind leicht verderblich und müssen zur Lagerung vorbehandelt werden. Eine traditionelle, nur mehr in der Türkei übliche Methode ist die „Ricciaia“, bei der die Kastanien in den Fruchtbechern zu Haufen geschichtet werden, hier fermentieren und dadurch für einige Monate haltbar werden. Industriell weit verbreitet ist die Hydrotherapie: die Früchte werden für einige Tage in kaltem Wasser eingelegt, die Milchsäuregärung führt zu einer Konservierung der Kastanien, anschließend werden sie getrocknet. Weitere Konservierungsmethoden sind Trocknen, gekühlte Lagerung, Begasung mit Methylbromid, Lagerung unter Kohlendioxid-Atmosphäre und Tiefgefrieren sowie Räuchern.

## Nutzung

### Holz

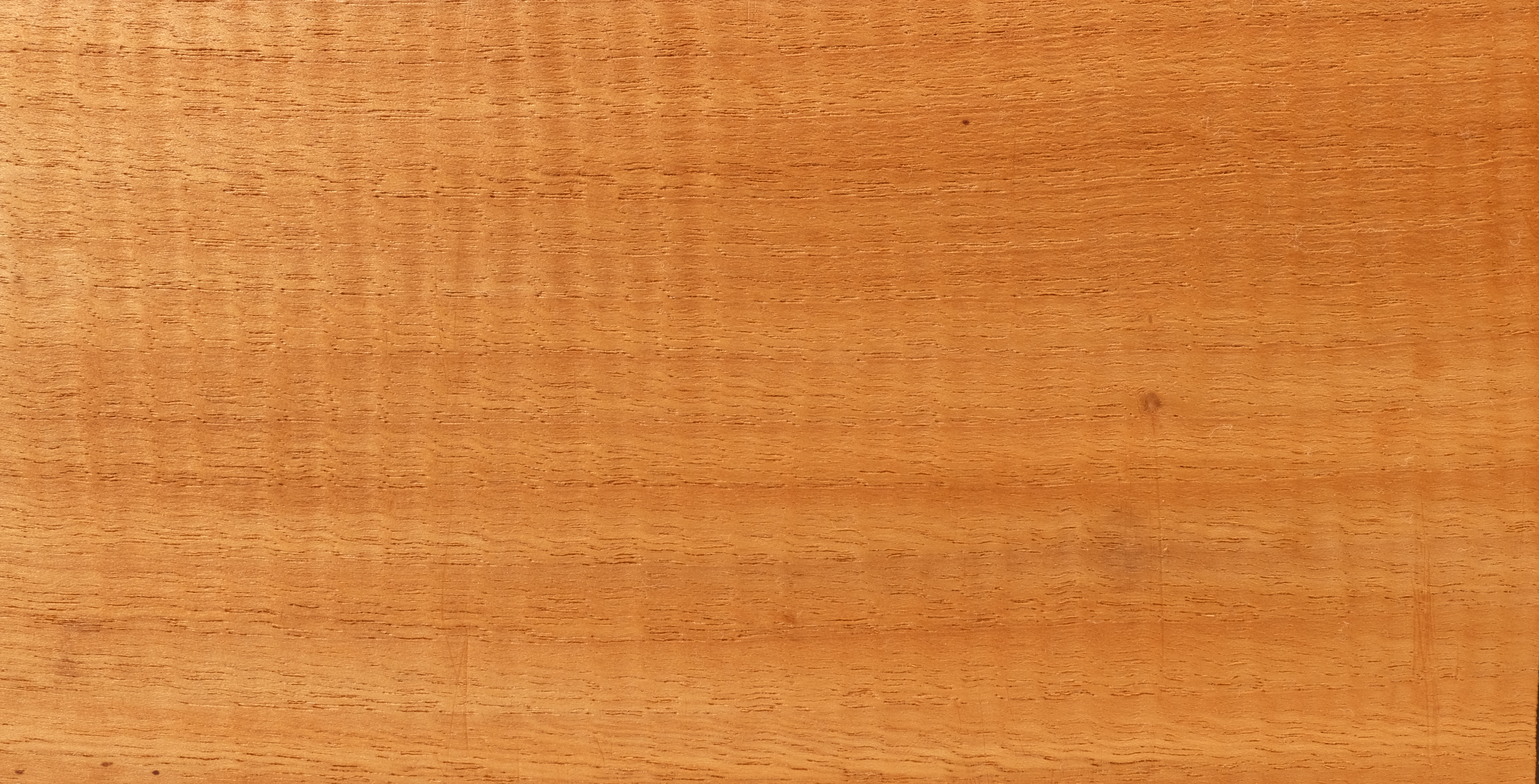
Holz der Edelkastanie

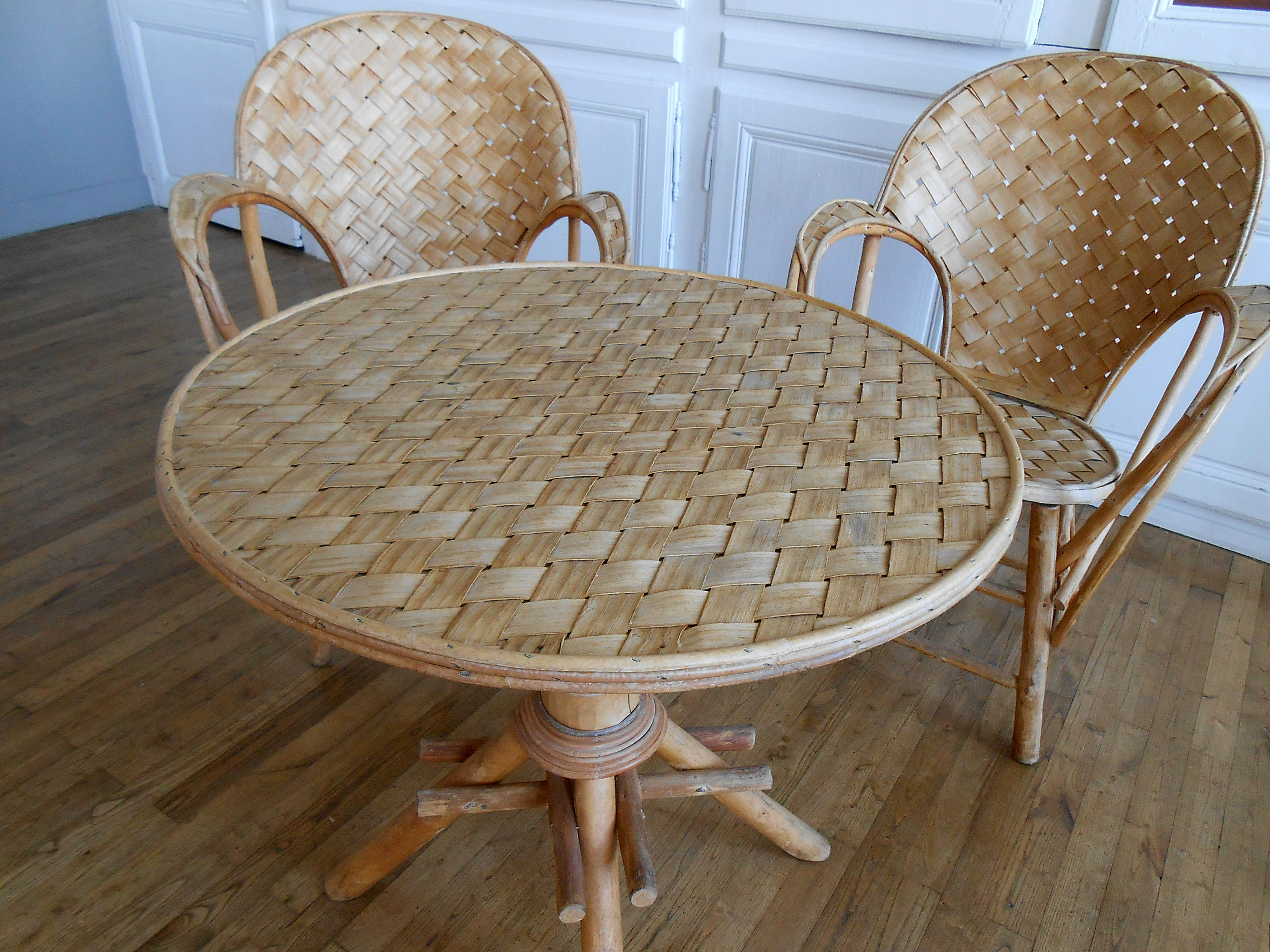
Traditionelles Mobiliar aus Edelkastanienholz in der Haute-Vienne

Das Holz der Edelkastanie hat einen warmen, goldbraunen Ton. Verglichen mit Eichenholz fehlen Markstrahlen, so dass die Maserung nicht so stark ausgebildet ist. Es ist leicht zu bearbeiten und im Freien auch ohne chemische Behandlung weitgehend witterungs- und fäulnisbeständig. Daher erfolgte über die Römer eine Ausbreitung gen Norden zur Nutzung als Rebstöcke.
Das Holz ist bzgl. der Dauerhaftigkeit mit dem der Eiche vergleichbar. Bei erheblich schnellerem Wachstum.
Da der Faserverlauf meist gerade ist, kann es verhältnismäßig gut gebogen werden. Es nimmt Politur, Beizen, Lack und Farbe gut an.
Holz von Hochwald-Bäumen wird zu Möbeln und zu Fenster- und Türrahmen verarbeitet, aber auch zu Telegraphenmasten und ähnlichem. Kleinere Hölzer aus dem Niederwald werden zu Gartenzäunen, Weidepfosten, Wein- und Likörfässern verarbeitet. In der Vergangenheit war die Holzkohlenerzeugung und die Nutzung als Feuerholz von großer Bedeutung. Das Holz wird außerdem für Eisenbahnschwellen, Decken- und Dachbalken und bei Hang- und Lawinenbauten sowie im Schiffbau eingesetzt. Weiterhin werden drei- bis vierjährige Schößlinge zur Herstellung von Wanderstöcken verarbeitet.
Die Borke wurde in der Vergangenheit zum Ledergerben verwendet.

### Frucht
Kastanien haben eine breite Verwendungspalette. Als Halbfertigprodukte werden geschälte Maroni und Kastanien sowie Kastanienpüree hergestellt, sie werden weiterverarbeitet, bevor sie an den Endverbraucher gelangen. Die Palette an Fertigprodukten ist wesentlich größer: ganze geschälte Kastanien werden vor allem in Frankreich zum Kochen im Haushalt verwendet, sie dienen häufig als Beilage. Kastanien können auch in Wasser, trocken oder vakuumverpackt sein, tiefgefroren oder in Zuckersirup eingelegt. Große Maroni (55 bis 65 Stück je kg) werden kandiert, das heißt langsam in Zuckersirup gekocht. Sie dienen unter anderem als Grundlage für die Herstellung von Marrons Glacés, glasierten Maroni. Weitere Produkte sind Maroni in Alkohol, Maronenkrem, -mehl und -flocken. Maronenmehl wird aus getrockneten und geschälten Kastanien hergestellt und meist mehrfach gemahlen. In der Vergangenheit war es sehr weit verbreitet und in vielen Gebieten ein Hauptnahrungsmittel. Es wird zu Gnocchi, Pasta, Brot, Polenta und Gebäck verarbeitet. Maronenflocken werden in Frühstücks-Müslis verwendet. In Frankreich und Italien wird aus Kastanien Likör hergestellt, auf Korsika und in der Schweiz Bier.

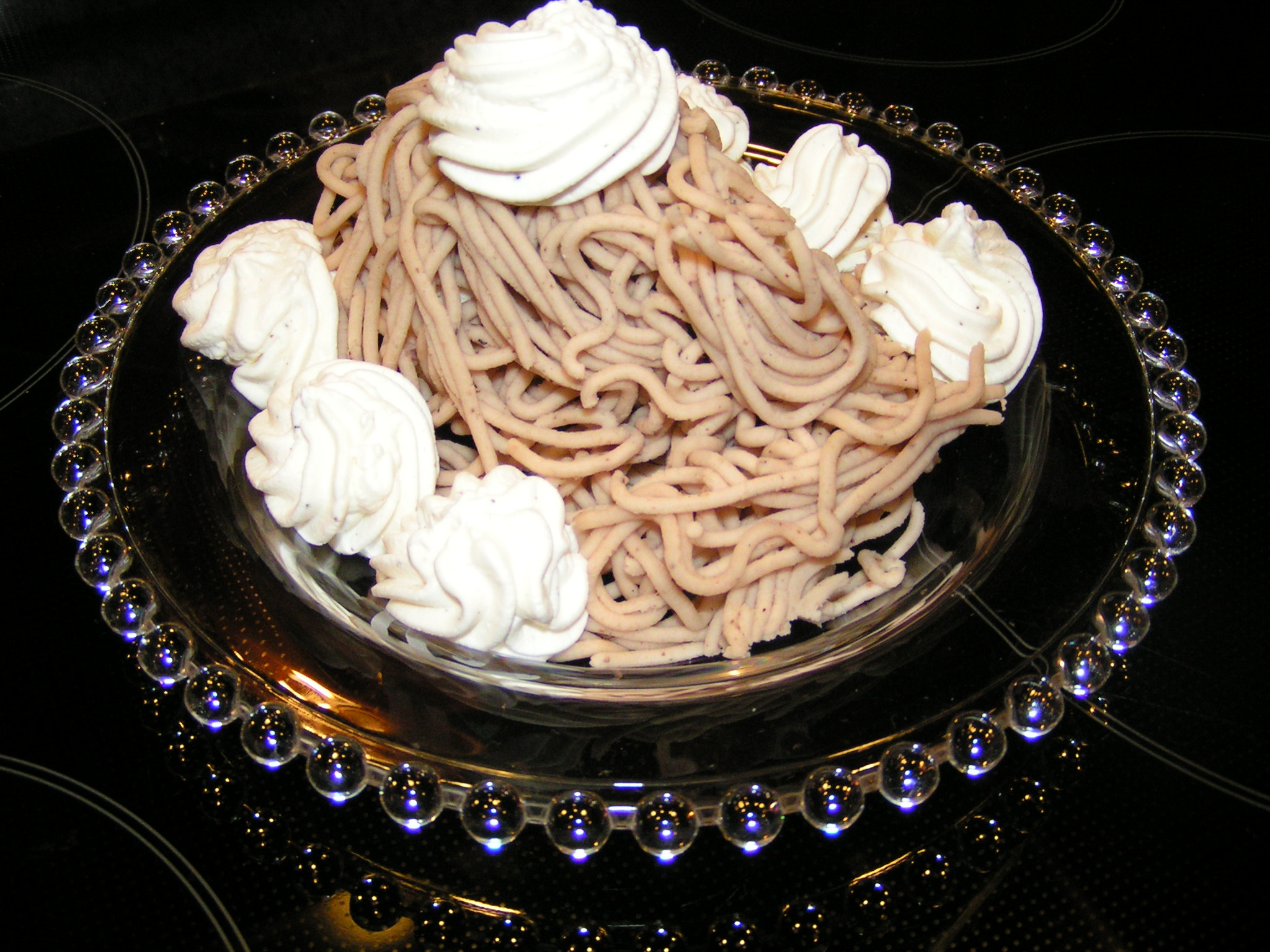
Vermicelles mit Vanilleeis

Kastanien sind glutenfrei, das Mehl kann daher von Zöliakie-Kranken als Getreide-Ersatz verwendet werden. Kastanien werden gekocht oder geröstet als Beilage verwendet oder als Salatzutat. Sie werden zu Huhn, Truthahn, Schwein, Gans und Hase als Beilage gereicht oder zum Füllen verwendet. Als Süßigkeit werden Kastanien zu den erwähnten marrons glacés, zu Vermicelles, Mousse, Soufflé, Creme und Eiscreme verarbeitet. Traditionelle Desserts sind castagnacci (Kastanienbrot), necci (Pfannkuchen), Pudding und ballotte (Kastanien in Fenchelwasser gekocht). Weit verbreitet sind geröstete Kastanien, die auch außerhalb der Anbaugebiete im Winter auf Straßen verkauft werden. Maronen haben einen zart süßen, nussigen und etwas mehligen Geschmack.
Aus den Maronen kann auch ein Bier gebraut werden.
Im Burgenland werden die Kaesten, wie die Edelkastanien im dortigen Dialekt bezeichnet werden, zu den traditionellen Lebensmitteln gezählt. Bereits die Zisterzienser, die hier als Urbarmacher der Region gelten, pflanzten Kastanien. Unter ungarischer Herrschaft vor 1918 waren zahlreiche Kulturen vorhanden.

### Weitere Produkte
Kastanienhonig ist bernsteinfarben oder noch dunkler und aromatisch. In traditionell bewirtschafteten Wäldern können verschiedene Pilze geerntet werden, die einen Zuverdienst für die Kastanienbauern darstellen. Die Blätter werden zu einem kleinen Teil für die Produktion von Aftershave-Lotions und zum Färben von Stoffen verwendet. Neue Forschungsberichte belegen eine Wirksamkeit gegen MRSA-Bakterien.
Traditionell ist die Schweinemast mit Kastanien, besonders in Spanien, Süditalien und auf Korsika. Aus ihrem Fleisch wird vorwiegend Schinken und Salami hergestellt. Traditionell wurden die abgefallenen Blätter als Streu sowohl als Dünger oder Einstreu in Stallungen verwendet. Die Blätter werden in der Volksmedizin bei Husten, zur Wundbehandlung und bei Durchfall eingesetzt.

## Geschichte

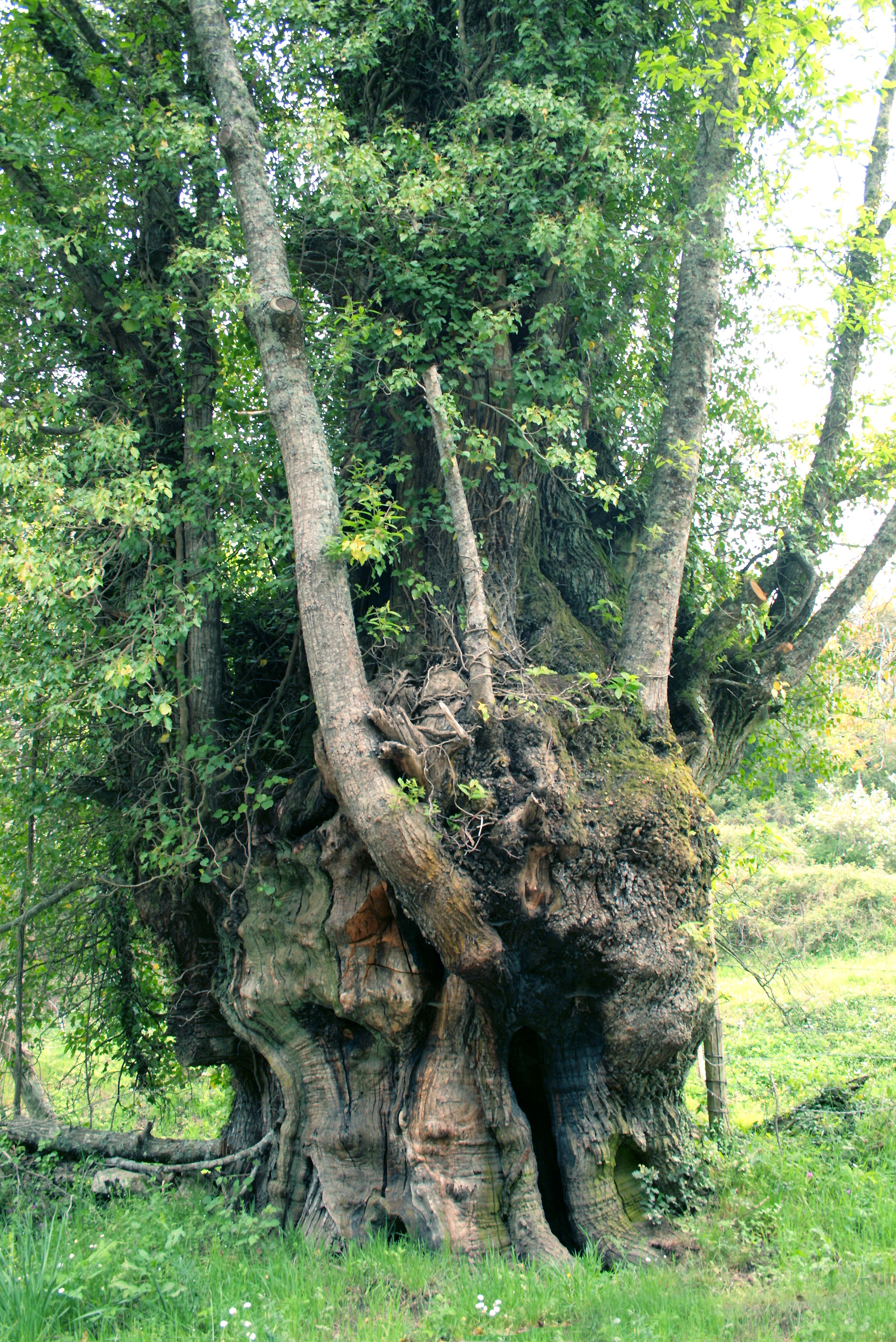
Eine mehrhundertjährige Kastanie mit Stockausschlag in Levie, Korsika

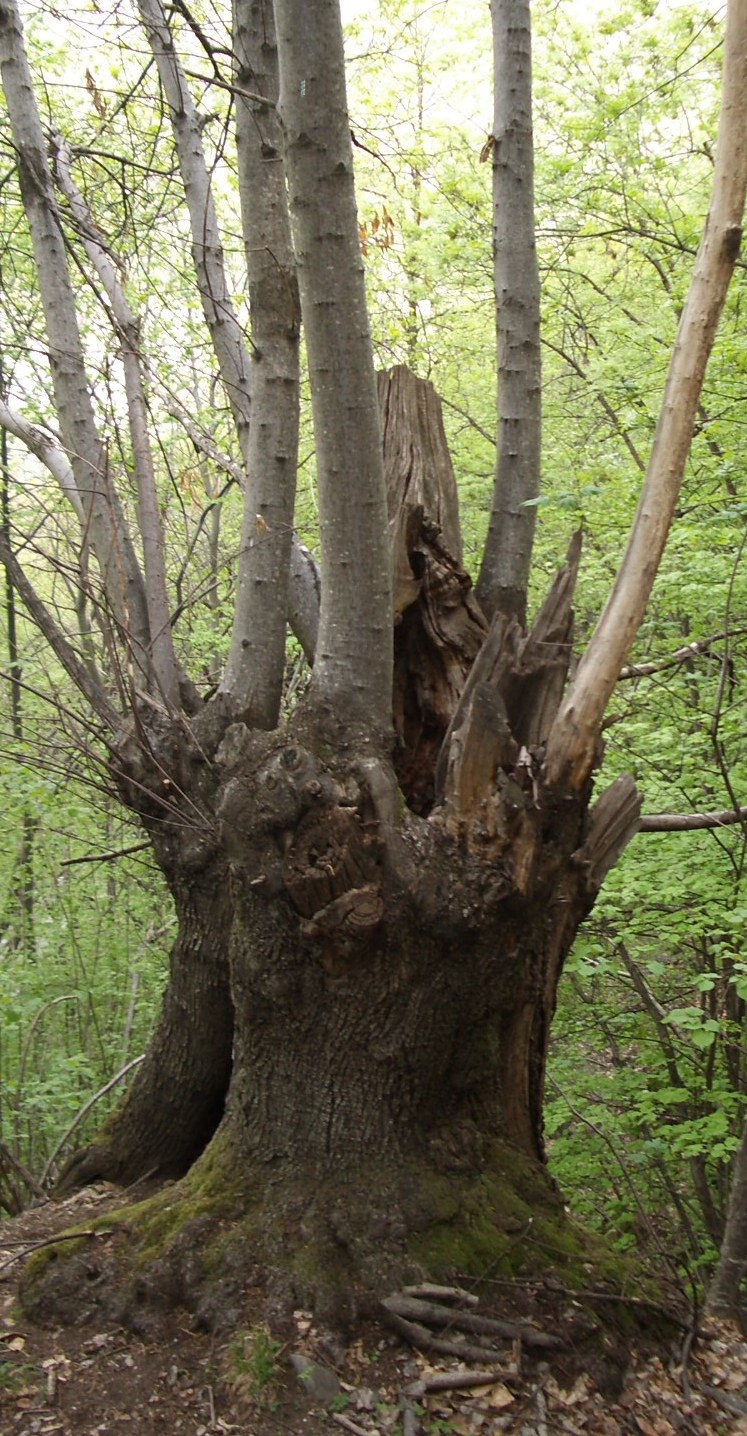
Edelkastanie mit Stockausschlag

Die Edelkastanie hat während der letzten Eiszeiten ihr Areal mehrmals vergrößert und verkleinert. Im kaukasisch-armenischen Gebiet wurde sie bereits in prähistorischer Zeit gegessen sowie das Holz verarbeitet. Die Kultivierung als Obstbaum dürfte in der Zeit zwischen 9. und 7. Jahrhundert v. Chr. erfolgt sein im Gebiet zwischen Kaspischem und Schwarzem Meer. Von hier verbreitete sie sich rasch nach Kleinasien, Griechenland und auf den Balkan.
In der griechischen Antike wurde die Edelkastanie verbreitet kultiviert, in Sparta etwa wurden daraus schwarzes Brot, Mehl und Suppen hergestellt. Erwähnt werden Kastanien in den Werken von Jesaja, Homer, Xenophon und Hippokrates. Griechen und Phönizier handelten die Früchte im ganzen Mittelmeergebiet. In Großgriechenland (Magna Graecia), besonders in Kalabrien, wurde die Edelkastanie angepflanzt.
Die Römer verbreiteten die Edelkastanie im ganzen Römischen Reich bis nach Britannien, neben Kastanien und Holz wurden auch der Honig und als Medizin Rinde, Blätter und Blüten verwendet. Viele Schriftsteller beschäftigten sich unter verschiedensten Aspekten mit der Edelkastanie, so Plinius der Ältere, Columella, Vergil, Ovid und Dioskurides. Augustus’ Koch Apicius überlieferte Kochrezepte. Generell stand die Edelkastanie in hohem Ansehen.
Im frühen Mittelalter war die Edelkastanie im südlichen Europa eine wichtige Nahrungspflanze. Der Langobarden-König Rothari führte sie 641 in seiner Liste der geschützten Bäume auf, Ende des 8. Jahrhunderts befahl Karl der Große im Capitulare de villis ihren Anbau auf den Königsgütern. Im 10. Jahrhundert waren die castagnatores eine eigene Form der Bauern. Klöster ließen in vielen Mittelgebirgslandschaften Edelkastanien pflanzen. Kastanien waren zu dieser Zeit jedoch nur ein Grundnahrungsmittel von vielen. Sie wurden frisch und getrocknet, roh oder gekocht, geröstet oder als Mehl verspeist. In Berggebieten war sie besonders im Winter eine wichtige Kohlenhydratquelle. Im 11. bis 13. Jahrhundert intensivierte sich aufgrund des Bevölkerungswachstums der Kastanienanbau in den Gebieten, wo kein Getreide angebaut werden konnte, Kastanien wurden immer mehr das Brot der Armen. Die wichtigste Konservierungsmethode war damals das Trocknen, teilweise durch Räuchern. Das Mehl war ein bis zwei Jahre haltbar. Im 12. Jahrhundert kam in der Lombardei das Wort Marroni auf, mit dem Kastanien der besten Qualität, groß, süß, schmackhaft und leicht zu schälen, bezeichnet wurden.
Gegen Ende des Mittelalters wurden Kastanien mit schlechter Verdauung, Kopfschmerzen, Blähungen und verstärktem Sexualtrieb assoziiert. Daher wurden sie als Nahrung für die arbeitende Bevölkerung und zur Schweinemast angesehen, weniger als Nahrung für die höheren Stände.
Vom 16. bis zum 18. Jahrhundert stieg der Anbau von Edelkastanien weiter an. Zentren waren die Gebirge der Iberischen Halbinsel, Zentral- und Süd-Frankreich, Korsika, Zentral- und Nord-Italien, Tessin und der Balkan. Unabhängig vom jeweiligen Land ähnelten sich die Kastanien-Kulturen, die von Emmanuel Le Roy Ladurie Internationale der Armut und der Kastanie genannt wurde. Die Kastanie war in diesen Gebieten vielfach die praktisch einzige Nahrungsquelle. Je nach Region wurden ein bis zwei Bäume für die ganzjährige Ernährung einer erwachsenen Person veranschlagt.
Ein Rückgang der Kastanienkultur setzte im 19. Jahrhundert mit der Industrialisierung und der beginnenden Landflucht ein, in der zweiten Hälfte des Jahrhunderts setzte die Tintenkrankheit den Beständen zu. Auf der anderen Seite stieg der Export in die Vereinigten Staaten sowie nach Zentral- und Nordeuropa. Dies konnte den großflächigen Niedergang der Kastanienwälder nicht aufhalten, denen zusätzlich Entwaldung und die Gerbstoffindustrie zusetzten. In Italien ging die Anbaufläche von 650.000 Hektar 1911 auf rund 250.000 in den 1980er Jahren zurück. Ein weiterer Faktor für den Rückgang war der Kastanienrindenkrebs, dem große Teile der Edelkastanienbestände zum Opfer fielen. Seit der Mitte der 1990er Jahre erholen sich die überlebenden Bestände durch das Auftreten von Hypovirulenz, und augenblicklich wächst die Anbaufläche wieder.

### Historische Abbildungen

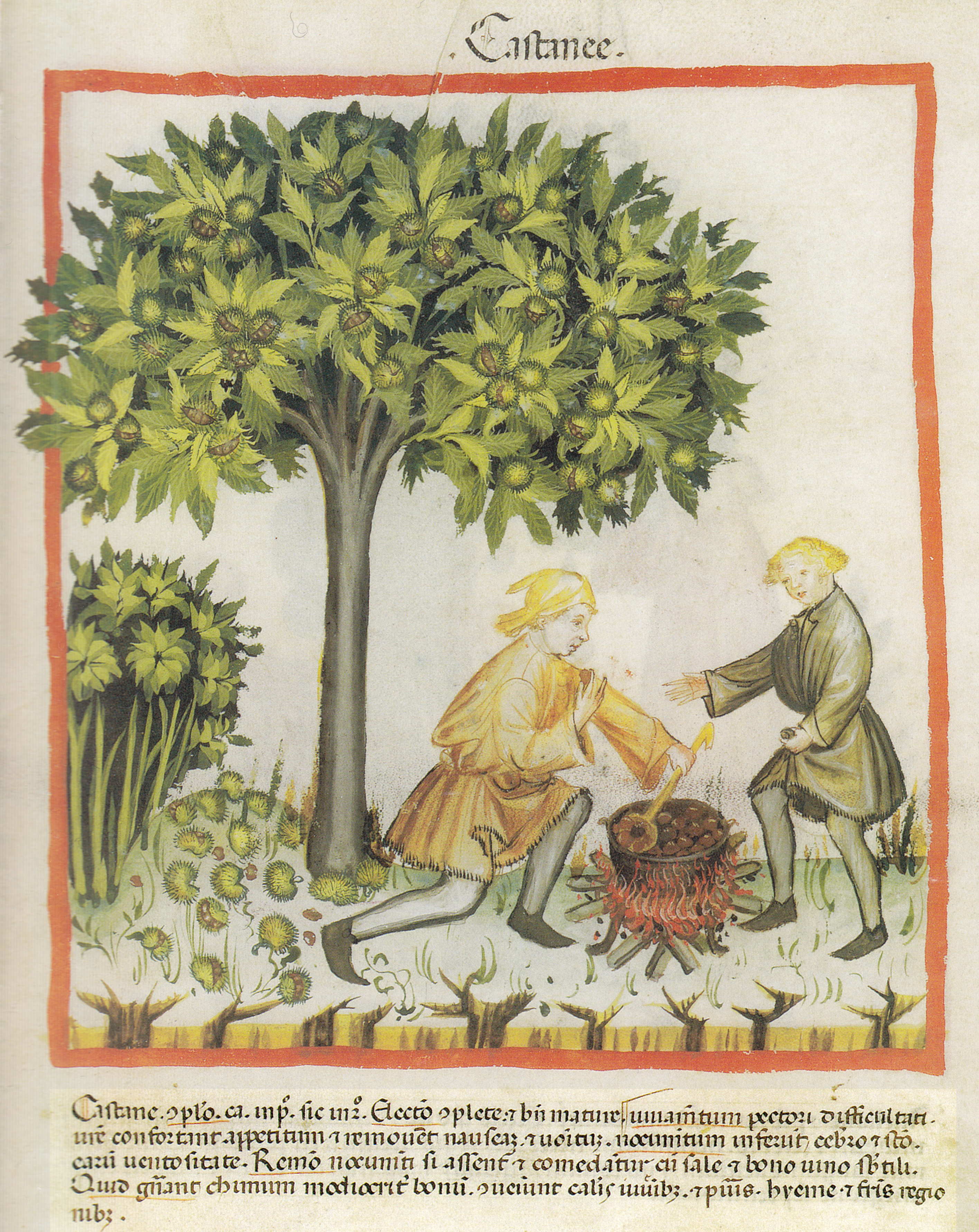
Ibn Butlan Manuskript: 14. Jahrhundert
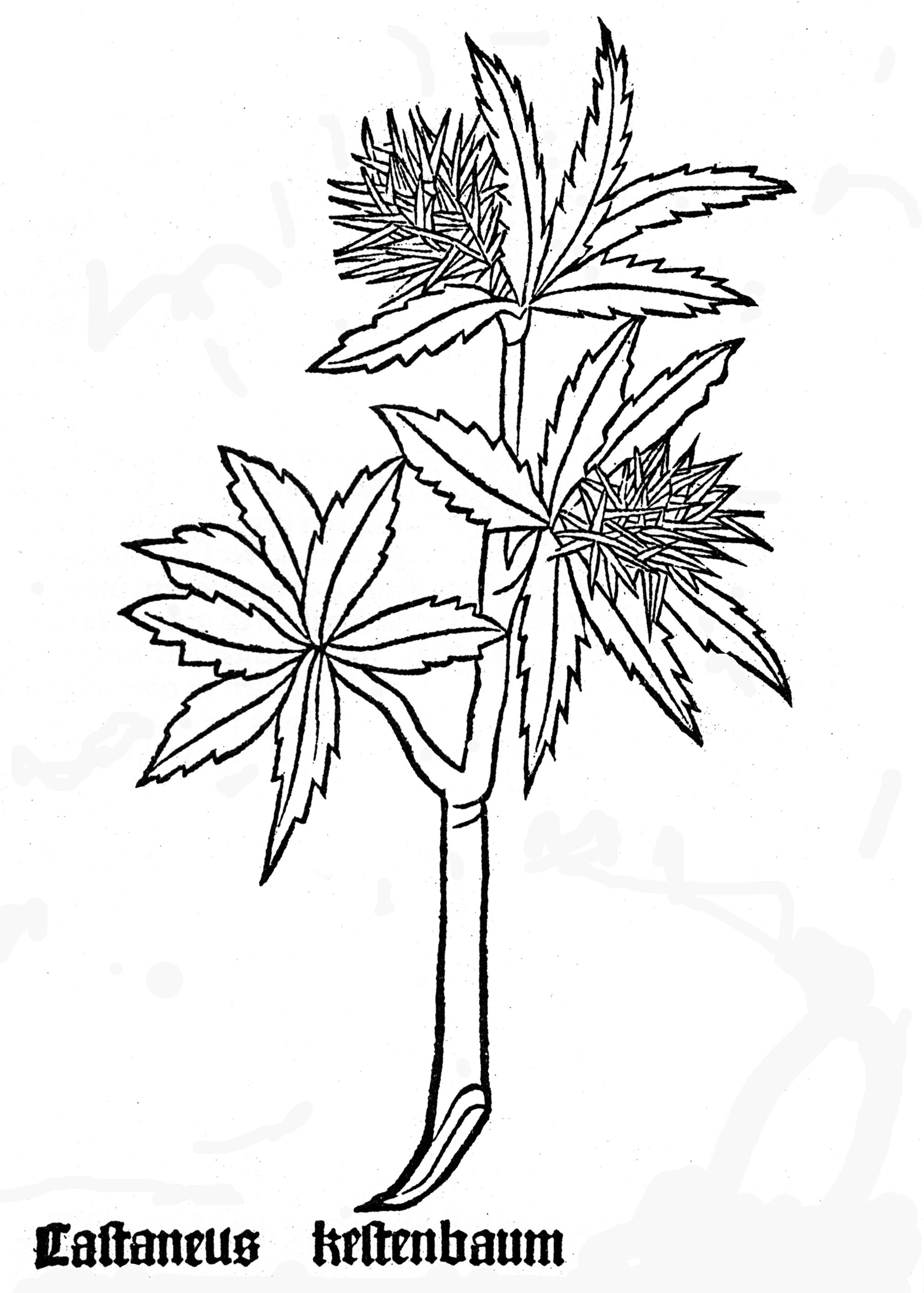
Gart der Gesundheit 1485
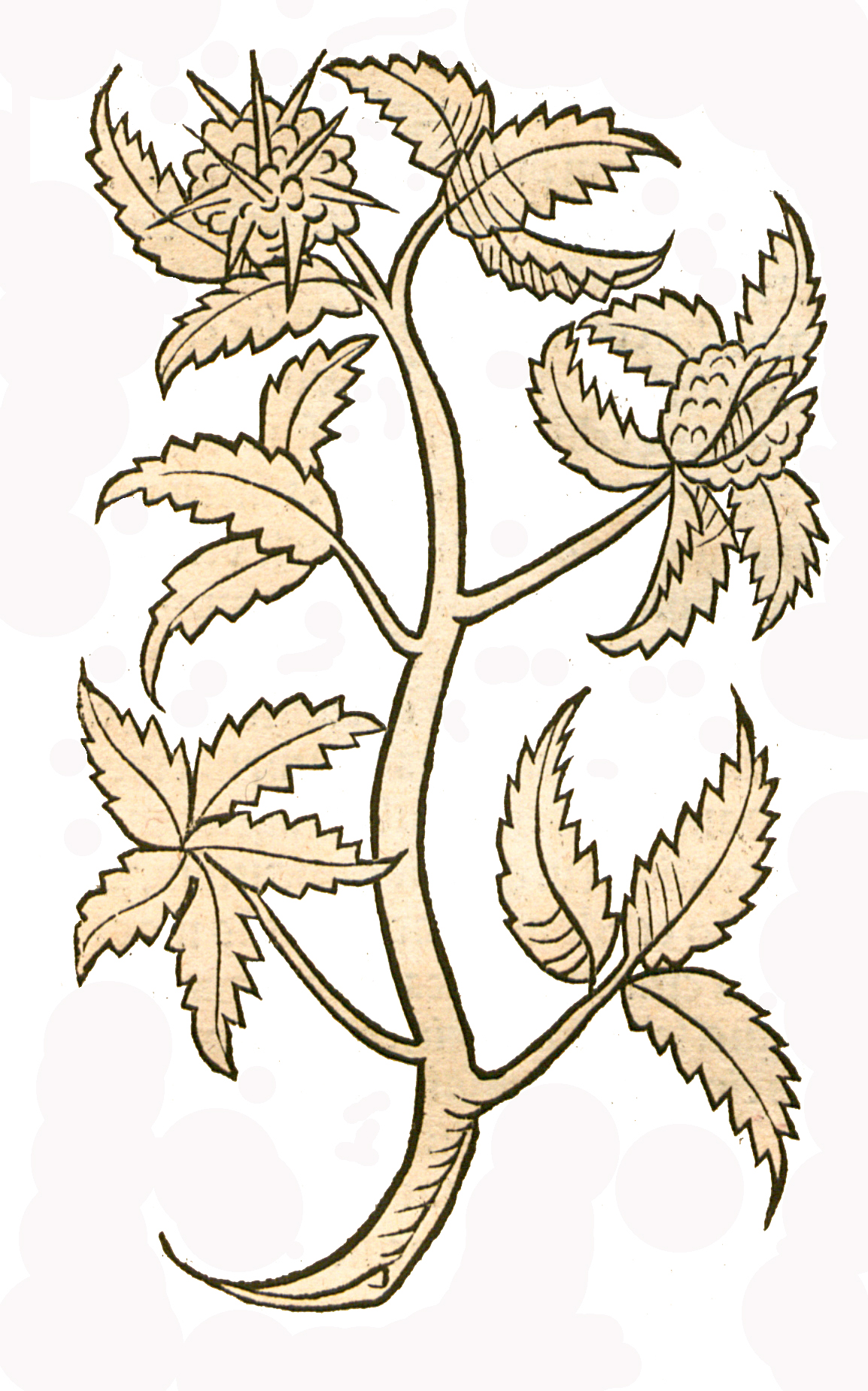
Hortus sanitatis 1491
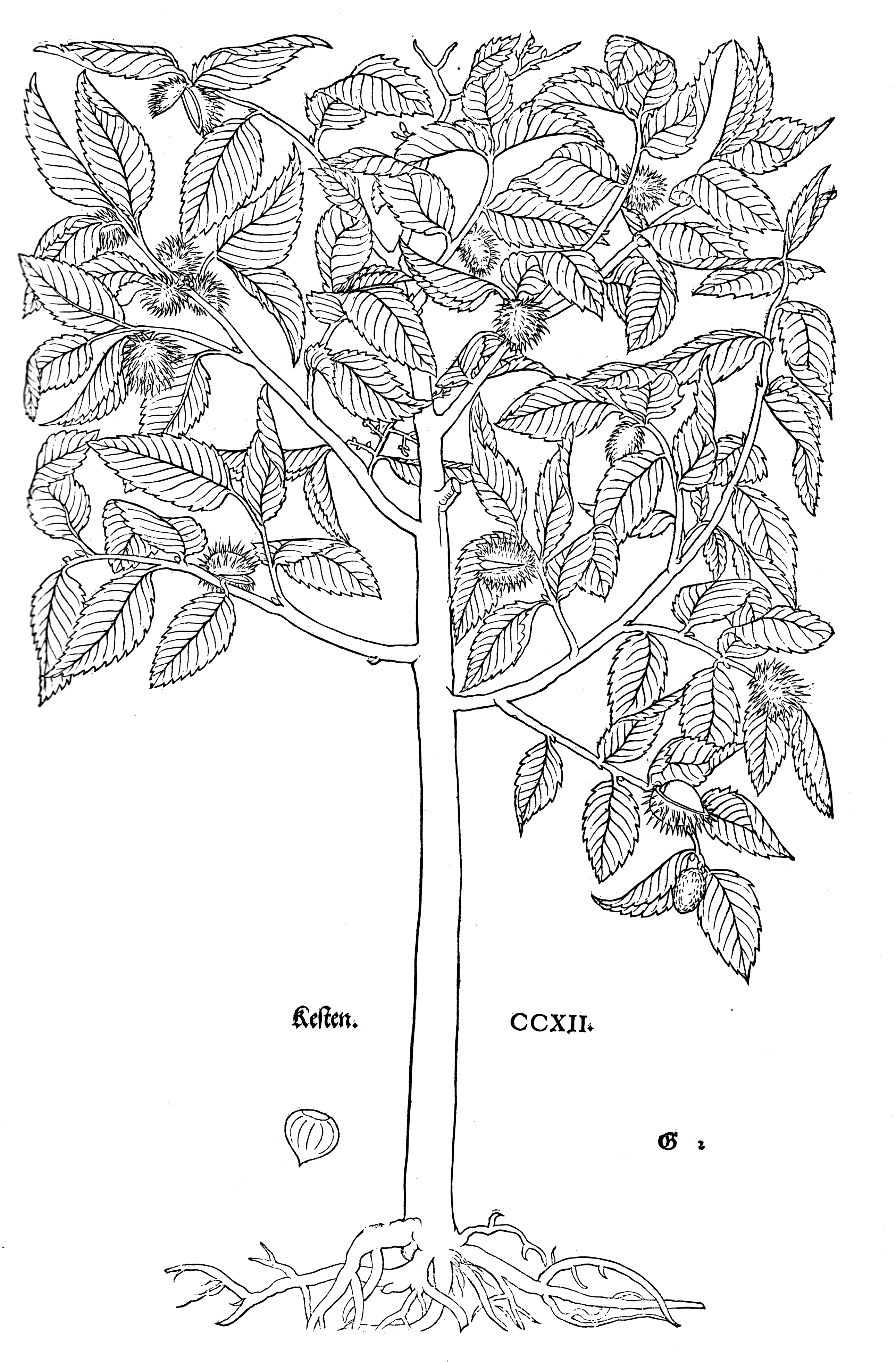
Leonhart Fuchs 1543
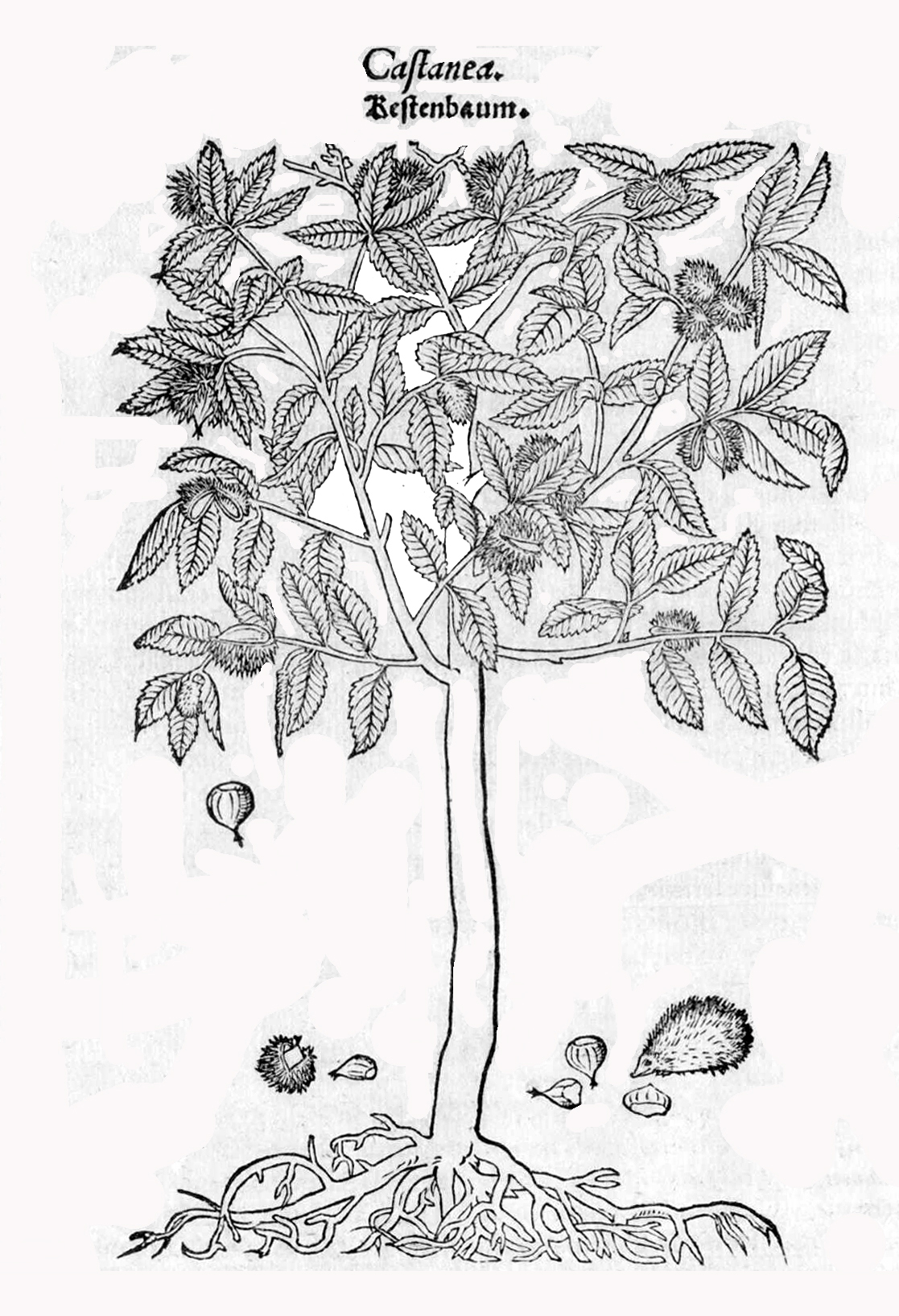
Hieronymus Bock 1546
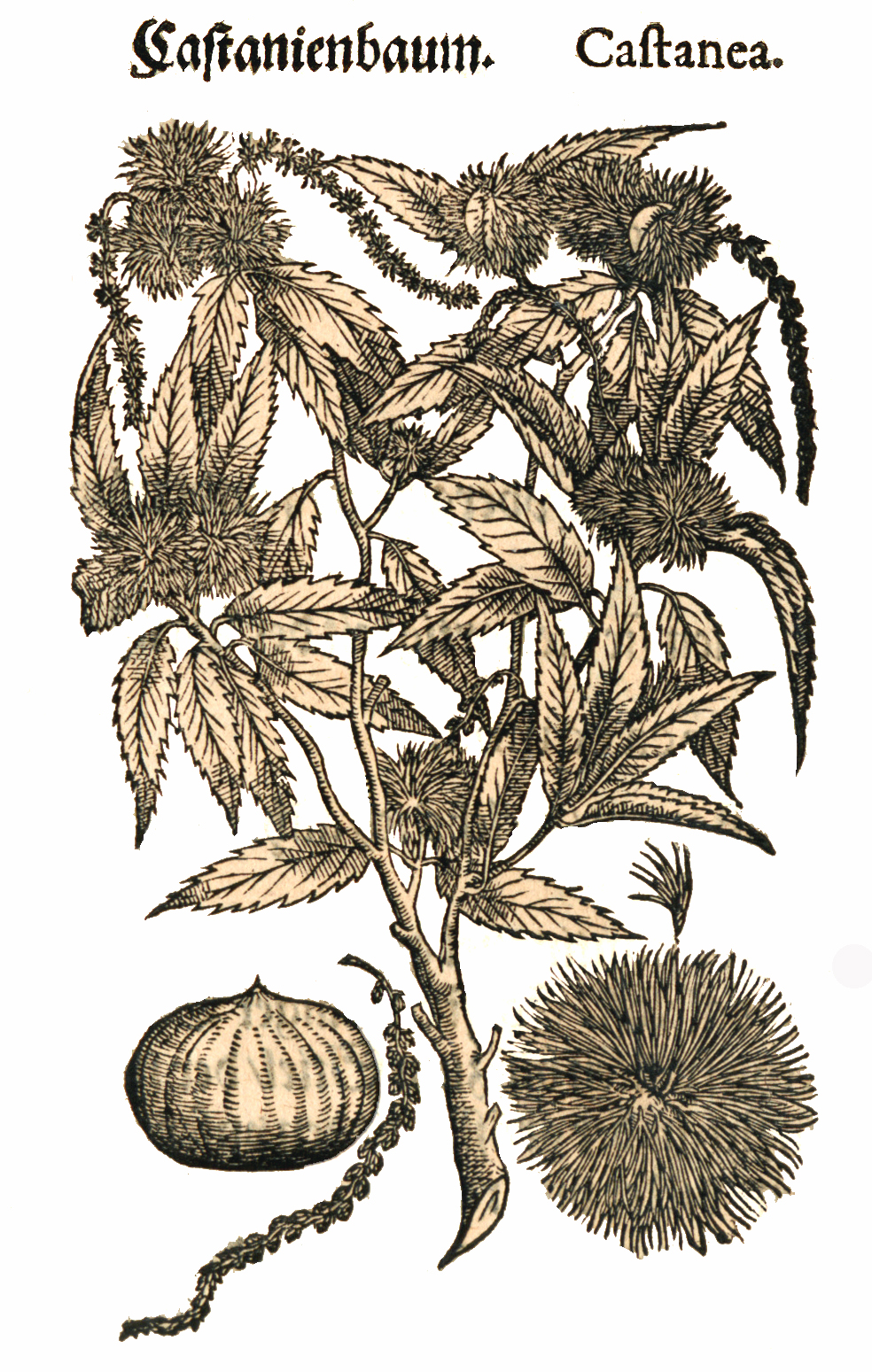
Mattioli / Handsch / Camerarius 1586

## Trivialnamen
Für die Edelkastanie (lateinisch im Mittelalter Castaneus, auch balanus und griechisch balanos genannt) bestehen, teilweise nur regional, auch die weiteren deutschsprachigen Trivialnamen: Castane (mittelhochdeutsch), Castanien (mittelhochdeutsch), Castanen, Castanien (mittelhochdeutsch), Keschde (pfälzisch), Chestenbom (mittelhochdeutsch), Chestinna (althochdeutsch), Kesten (Süddeutschland, mittelhochdeutsch), Kestenbaum (Süddeutschland, mittelhochdeutsch), Kestenenbaum (Schweiz), Kestenenboum (Schweiz), Kestenne (spätalthochdeutsch), Kestenzbom (mittelniederdeutsch), Kesteza (Luzern, Schaffhausen), Kestina (althochdeutsch), Kestinneboum (althochdeutsch), Kestnitz (mittelhochdeutsch), Kiestebum (Siebenbürgen), Köstenbaum, Marren, Marronen, Macronen, Maronen, Marrons und Questenboum (mittelhochdeutsch).

## Trivia
- Hermann Hesses Erzählung Narziss und Goldmund beginnt mit der Vorstellung einer vor dem Klostereingang von Mariabronn stehenden Edelkastanie als vereinzelter Sohn des Südens, von einem Rompilger vorzeiten mitgebracht und zartgesinnter und leicht fröstelnder Gast …, geliebt von den Welschen und Lateinern, von den Einheimischen als Fremdling begafft, auffallend auch dem ankommenden jungen Goldmund als: Ein schöner, merkwürdiger Baum! Und als Goldmund Ende des 17. Kapitels als reifer Mann und Künstler nach Mariabronn zurückkehrt, begrüßt er den Baum zärtlich – wohl als Ausdruck von Seelenverwandtschaft. Es deutet sich hierin eine Parallele zwischen Goldmund und der Edelkastanie an: Beide sind Fremdlinge in der kalten Welt (des Nordens und der Ratio und Askese); von manchen geliebt, doch fremd – weil unbekannt – den meisten.
- In Klingenberg am Main gibt es den Esskastanien-Lehrpfad.

## Belege
Der Artikel beruht unter anderem auf folgenden Unterlagen:
- M. Adua: The Sweet Chestnut throughout History from the Miocene to the third Millennium. In: G. Salesses: Proceedings of the Second International Chestnut Congress. Acta Horticulturae, Band 494, 1999, S. 29–35, ISBN 90-6605-941-9, (Geschichte).
- Alessandro Bottacci: Castanea sativa. In: Schütt, Weisgerber, Schuck, Lang, Stimm, Roloff: Enzyklopädie der Laubbäume. Nikol, Hamburg 2006, S. 185–193, ISBN 978-3-937872-39-1, (Merkmale, Standorte, Verbreitung).
- G. Bounous, D.T. Marinoni: Chestnut: Botany, Horticulture, and Utilization. Horticultural Reviews, Band 31, John Wiley & Sons 2005, S. 291–347, ISBN 0-471-66694-7, (Blütenökologie, Verarbeitung).
- Wilhelm Troll: Praktische Einführung in die Pflanzenmorphologie. Zweiter Teil: die blühende Pflanze, VEB Gustav Fischer Verlag, Jena 1957, S. 169–171, (ohne ISBN) (Früchte).